# Malstatt
Malstatt ist ein Stadtteil im Stadtbezirk Mitte der saarländischen Landeshauptstadt Saarbrücken. Dort leben rund 29.500 Menschen; Malstatt ist somit nach St. Johann der zweit-einwohnerstärkste Stadtteil.
Bis 1874 war Malstatt eine eigenständige Gemeinde. Anschließend gehörte Malstatt mit dem benachbarten Burbach zur Stadt Malstatt-Burbach, bis diese 1909 mit Alt-Saarbrücken und St. Johann zur Stadt Saarbrücken fusionierte.

## Geografie
Malstatt liegt im Nordwesten der Landeshauptstadt Saarbrücken. Südliche Begrenzung ist die Saar. Malstatt gehört zum Stadtbezirk Mitte und grenzt in diesem an die Stadtteile Burbach im Norden und Westen, St. Johann im Südosten und Alt-Saarbrücken im Süden. Im Norden grenzt es zudem an die Gemeinden Riegelsberg, Heusweiler und Quierschied sowie im Osten an den Stadtbezirk Dudweiler mit den Stadtteilen Herrensohr und Jägersfreude.

## Name
Der Ortsname rührt von einer gleichnamigen Gerichtsstätte (Malstätte) her. In der lokalen Mundart lautet er Mòòlschd. (Das ò steht für das lange, offene „o“, das es im Hochdeutschen nicht gibt. Es entspricht ungefähr einem länger gesprochenen „o“ in „noch“.)

## Geschichte
Erstmals urkundlich erwähnt wurde Malstatt im Jahr 960. Der Ort gehörte nacheinander zur Grafschaft Nassau-Saarbrücken, zur Ersten Französischen Republik, zum Königreich Preußen, zum Völkerbundsmandat „Saargebiet“, zum NS-Gau Westmark, zum autonomen Saarstaat und schließlich zum bundesdeutschen Saarland.
Die bis dahin eigenständige Gemeinde Malstatt wurde 1874 mit dem Nachbarort Burbach zur Stadt Malstatt-Burbach und diese schließlich 1909 unter Federführung ihres Bürgermeisters Paul Schmook mit Alt-Saarbrücken und Sankt Johann an der Saar zur kreisfreien Groß- und heutigen Landeshauptstadt Saarbrücken vereinigt, in der Malstatt dem Stadtbezirk Mitte angehört.

## Demografie
Mit Stand vom 31. Dezember 2018 lebten in Malstatt 29.374 Menschen. Darunter waren 4371 (14,9 %) jünger als 15 Jahre und 5764 (19,6 %) älter als 65 Jahre. Die deutsche Staatsangehörigkeit besaßen 21.802 Einwohner (74,2 %). 7572 Einwohner (25,8 %) waren Ausländer, darunter besaßen 2405 (8,2 %) die Unionsbürgerschaft und 5167 (17,6 %) waren Nicht-EU-Ausländer. 57,5 % der Haushalte waren Ein-Personen-Haushalte; nur in 17,5 % der Haushalte lebten Kinder.
Aufgrund der hohen Arbeitslosigkeit gilt Malstatt und besonders die südlichen Distrikte 123 (Unteres Malstatt), 124 (Leipziger Straße) und 125 (Jenneweg) als sozialer Brennpunkt. In den genannten drei Bezirken bezogen am 31. Dezember 2018 zwischen 44,5 % und 48,1 % der Bevölkerung Arbeitslosengeld II oder andere Transferleistungen nach dem Arbeitslosengesetz. Im gesamten Stadtteil betrug die Zahl 31,2 %.
Dennoch gibt es erste Anzeichen von Gentrifizierung: gerade die Nähe zur Innenstadt, die günstigen Mieten und die gute Verkehrsanbindung durch die Saarbahn machen das Stadtviertel attraktiv für junge Menschen und Kreative, wodurch ein Anstieg der Mieten befürchtet wird.

### Einwohnerentwicklung
| - 1802: 719 Einwohner - 1820: 1181 Einwohner - 1830: 1349 Einwohner - 1841: 1930 Einwohner - 1849: 2395 Einwohner - 1856: 2728 Einwohner - 1858: 3145 Einwohner - 1861: 4488 Einwohner - 1864: 5769 Einwohner - 1869: 6920 Einwohner | - 1871: 9615 Einwohner - 1875: 12.487 Einwohner - 1880: 13.157 Einwohner - 1885: 14.950 Einwohner - 1890: 18.379 Einwohner - 1895: 23.677 Einwohner - 1900: 31.200 Einwohner - 1905: 38.554 Einwohner - 1910: 46.031 Einwohner |  |

## Politik

### Parteipolitische Tendenzen
Analysen der Stadt Saarbrücken zum langfristigen Wahlverhalten ihrer Bewohner bezeichneten die Malstatter Bezirke 123, 124 und 125 als Hochburgen der Partei Die Linke, die auch im Rest des Stadtteils stets Ergebnisse über dem gesamtstädtischen Ergebnis erzielte. Auch die SPD erzielte, jedoch in geringerem Umfang, über einen längeren Zeitraum überdurchschnittliche Ergebnisse. Die Ergebnisse der FDP und von Bündnis 90/Die Grünen waren stets deutlich unter dem stadtweiten Durchschnitt.

### Wahlergebnisse
| Wahl                | Wahlbeteiligung | SPD    | CDU    | Die Linke | B’90/Grüne | FDP   | sonstige |
| ------------------- | --------------- | ------ | ------ | --------- | ---------- | ----- | -------- |
| Stadtratswahl 2009  | 36,5 %          | 30,2 % | 24,1 % | 23,0 %    | 9,6 %      | 7,7 % | 5,4 %    |
| Landtagswahl 2009   | 55,0 %          | 23,5 % | 25,5 % | 31,7 %    | 7,4 %      | 8,0 % | 3,9 %    |
| Bundestagswahl 2009 | 63,0 %          | 23,6 % | 22,0 % | 31,4 %    | 8,4 %      | 9,9 % | 4,7 %    |
| Landtagswahl 2012   | 48,7 %          | 30,1 % | 26,0 % | 24,2 %    | 6,3 %      | 1,1 % | 12,3 %   |
| Bundestagswahl 2013 | 60,6 %          | 32,1 % | 28,6 % | 15,7 %    | 7,6 %      | 3,4 % | 12,6 %   |
| Stadtratswahl 2014  | 36,5 %          | 33,8 % | 24,9 % | 15,3 %    | 8,4 %      | 2,5 % | 15,0 %   |
| Landtagswahl 2017   | 57,3 %          | 28,9 % | 30,2 % | 20,7 %    | 5,3 %      | 3,0 % | 11,9 %   |
| Bundestagswahl 2017 | 65,5 %          | 26,1 % | 24,6 % | 18,7 %    | 7,9 %      | 6,3 % | 16,4 %   |

### Rathaus

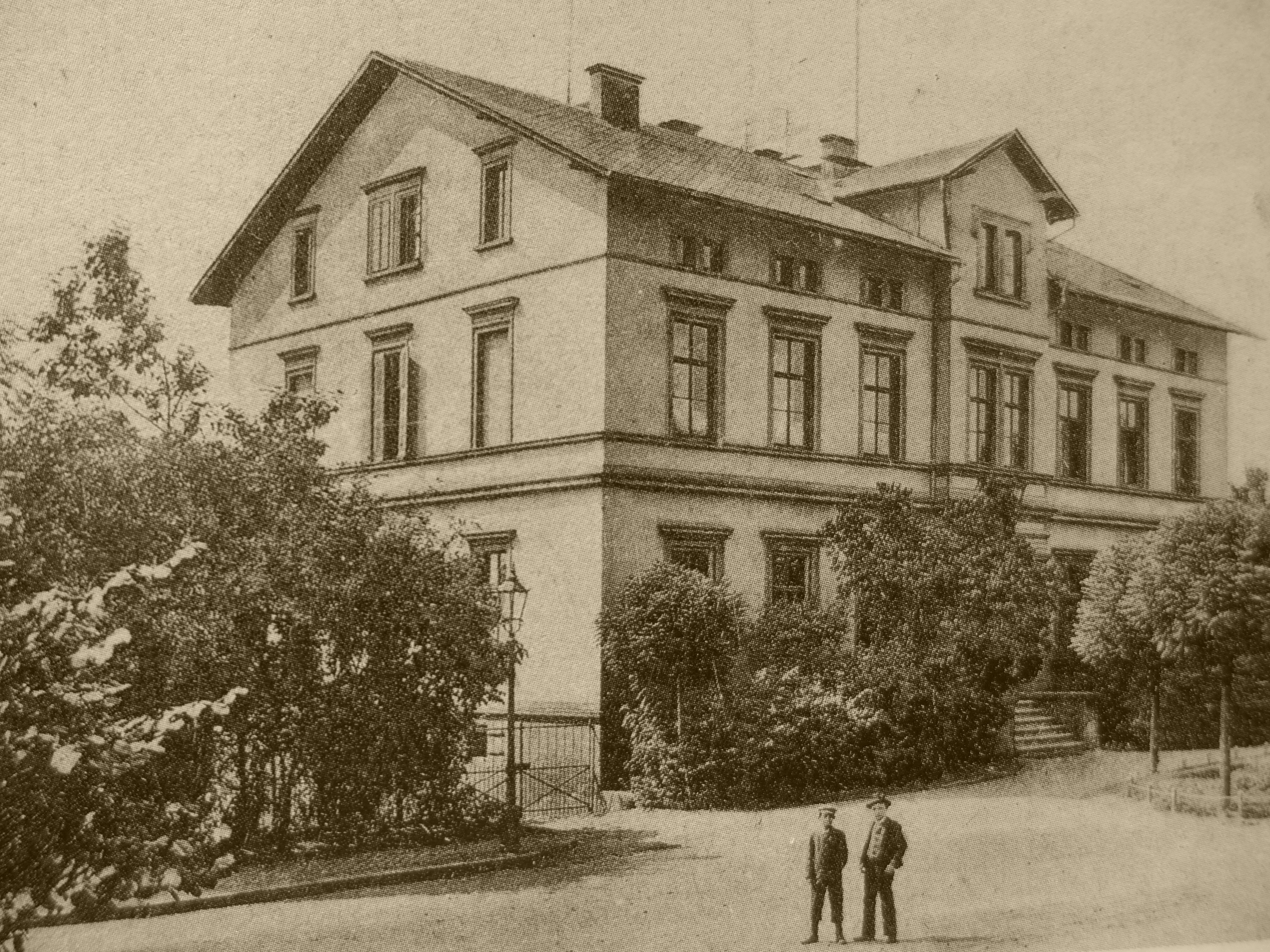
Rathaus in Malstatt um 1900 (Stadtarchiv Saarbrücken)

Das heutige Technisch-Gewerbliche-Berufsbildungszentrum II der Stadt Saarbrücken in der Paul-Schmook-Straße (vormals Rathausstraße) wurde im Jahr 1874 als Rathaus der ehemals selbständigen Stadt Malstatt-Burbach erbaut. Nach der Städtevereinigung wurde das Rathausgebäude zwischen 1909 und 1910 zur Schule umgebaut.

### Wappen
Die frühere Gemeinde Malstatt wurde im Jahr 1874 zur Stadt erhoben. Erst am 4. Oktober 1897 wurde ihr zusammen mit Burbach durch den preußischen König Wilhelm II. ein Wappen verliehen. Es ist geteilt: Oben in blauem, von silbernen Fußwiderspitzenkreuzen besäten Feld ein steigender silberner Löwe mit goldener Krone der Grafen von Saarbrücken-Commercy. Unten schwarz in silbernem Feld Hammer und Schlägel gekreuzt, die Stielenden belegt mit einer schwarzen, gestürzten offenen Zange (Symbole der Industrie Malstatt-Burbachs). Bekrönt war der Wappenschild mit einer gezinnten Stadtmauer und drei gezinnten Türmen. Die Stadtfarben Malstatt-Burbachs waren blau-weiß-schwarz.
Das am 21. Juni 1911 durch den preußischen König Wilhelm II. der neuen Großstadt Saarbrücken verliehene Wappen integriert die beiden Wappenbestandteile des Wappens der ehemaligen Stadt Malstatt-Burbach.

### Ehrenbürger
Der einzige Ehrenbürger der ehemaligen Stadt Malstatt-Burbach ist Otto von Bismarck. Ihm wurde im Jahr 1895 im Rahmen einer Initiative anderer Städte der preußischen Rheinprovinz die Ehrenbürgerschaft Malstatt-Burbachs verliehen.

## Infrastruktur

### Verkehr

#### ÖPNV
Die Anbindung von Malstatt an den öffentlichen Personennahverkehr gilt gemeinhin als gut. Eine Analyse im Auftrag der Stadt Saarbrücken gibt für Malstatt den stadtweit höchsten Anteil an Zeitkartenbesitzern (39 %) an. Der Stadtteil wird dabei mit sechs Haltestellen von der Saarbahn-Linie 1 im 7,5-Minuten-Takt bedient. Diese verbindet den Stadtteil mit Sankt Johann, Von der Heydt und dem Stadtbezirk Halberg in Saarbrücken sowie den umliegenden Orten Riegelsberg, Heusweiler, Lebach, Kleinblittersdorf im Saarland und Saargemünd in Frankreich. Darüber hinaus ist der Distrikt Rodenhof über den Nordeingang des Saarbrücker Hauptbahnhofs erreichbar. Zudem ist Malstatt über 11 Buslinien der Saarbahn GmbH an nahezu alle Stadtteile in Saarbrücken ohne Umsteigen angeschlossen. Regionalbusse, die von Saarbrücken aus in die nördlichen Vororte führen, fahren in der Regel ebenfalls durch Malstatt, haben jedoch der Praxis kaum Bedeutung für Malstatt, da sie mehrheitlich entlang der Saarbahnlinie 1 führen.
Durch Malstatt führen außerdem zwei Bahnstrecken: die Bahnstrecke Saarbrücken–Trier und die weniger bedeutsame Fischbachtalbahn (Saarbrücken–Illingen). Seit der (nun ehemalige) Bahnhof Schleifmühle an der Fischbachtalbahn stillgelegt wurde, verfügt Malstatt aber nicht mehr über Haltepunkte der Deutschen Bahn. Im Verkehrsentwicklungsplan der Stadt Saarbrücken ist jedoch der Bau zweier Haltepunkte an der Bahnstrecke Saarbrücken-Trier vorgesehen.

#### Individualverkehr
Durch Malstatt verlaufen die Bundesstraßen 51 und 268. Im Norden Malstatts beginnen die Bundesautobahnen 1 und 623 knapp außerhalb Malstatts verläuft zudem die Bundesautobahn 620. Durch diese Lage zwischen fünf großen Straßen gibt es in Malstatt viel Durchgangsverkehr; besonders die Anwohner in der Nähe der Lebacher Straße (B268, führt zur A1) und der Camphauser Straße klagen daher über die Verkehrsbelastung und fordern teils LKW-Fahrverbote.

### Bildung
Im Jahr 1719 wurde auf Initiative des Dudweiler Pfarrers Barthels ein erstes Schulhaus in Malstatt errichtet und ein Schulmeister aus Burbach eingestellt. Vorher hatten die Malstatter Pfarrer die Kinder schulmäßig unterrichtet. Unterricht fand nur im Winterhalbjahr statt. Anfang des 19. Jahrhunderts wurde die Malstatter Schule auch von Kindern aus Burbach, Rußhütte, Rockershausen, Neudorf und Großwald besucht. Die erste Schule in Burbach wurde im Jahr 1822 gegründet. In Malstatt entstand im Jahr 1834 eine katholische Schule, im Jahr 1854 eine evangelische Schule in Burbach. Im Folgejahr 1855 wurde in Burbach eine katholische Schule eingeweiht.

#### Schulen
In Malstatt gibt es aktuell folgende Schulen:
Grundschulen
- Grundschule Rodenhof
- Grundschule Rußhütte – Maria-Montessori-Schule
- Ganztagsgrundschule Rastpfuhl
- Grundschule Rastpfuhl
- Grundschule Wallenbaum
- Ganztagsgrundschule Kirchberg

Förderschulen
- Förderschule Lernen, Schule am Ludwigsberg
- Förderschule Geistige Entwicklung, Friedrich-Joachim-Stengel-Schule, Rastpfuhl

Berufsschulen
- Technisch-gewerbliches Berufsbildungszentrum, TGBBZ II Saarbrücken, Außenstelle Malstatt[22]
- Schulzentrum St. Hildegard, Zentrum für Gesundheitsfachberufe[23]

Gemeinschaftsschulen
- Gemeinschaftsschule Ludwigspark

#### Campus Rastpfuhl der Hochschule für Technik und Wirtschaft
Die Hochschule für Technik und Wirtschaft des Saarlandes unterhält in der Lebacher Straße den Campus Rastpfuhl.

### Medizinische Versorgung

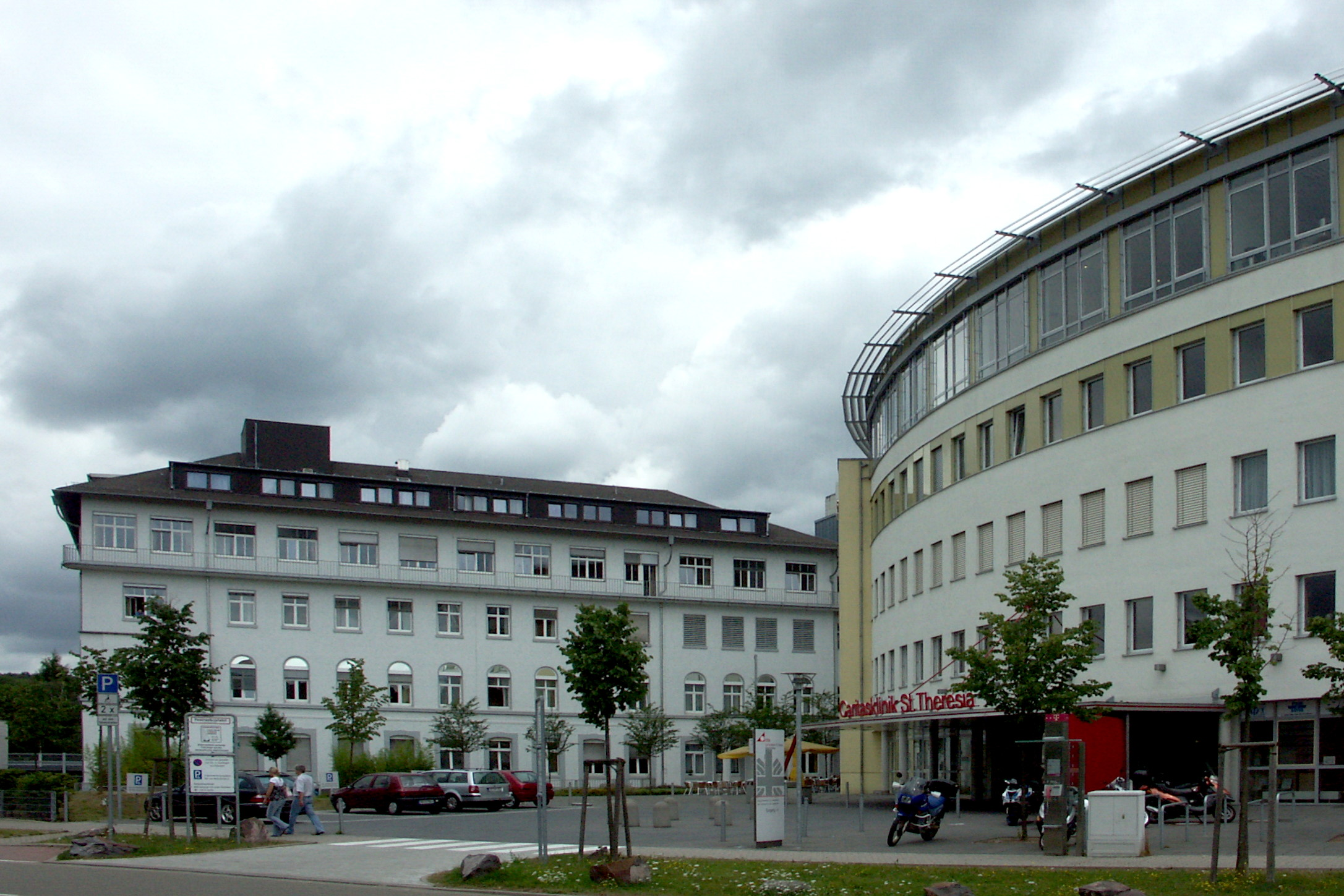
Caritasklinik St. Theresia, ehemaliges „Rastpfuhl-Krankenhaus“

Im Jahr 1900 wurde das heutige CaritasKlinikum Saarbrücken – St. Theresia als „Krankenhaus Rastpfuhl“ gegründet. Es ist heute eines der ältesten, noch am Gründungsort bestehenden Krankenhäuser der saarländischen Landeshauptstadt.

### Parks und Grünanlagen

#### Ehemalige Parkanlage Schloss Ludwigsberg in Malstatt

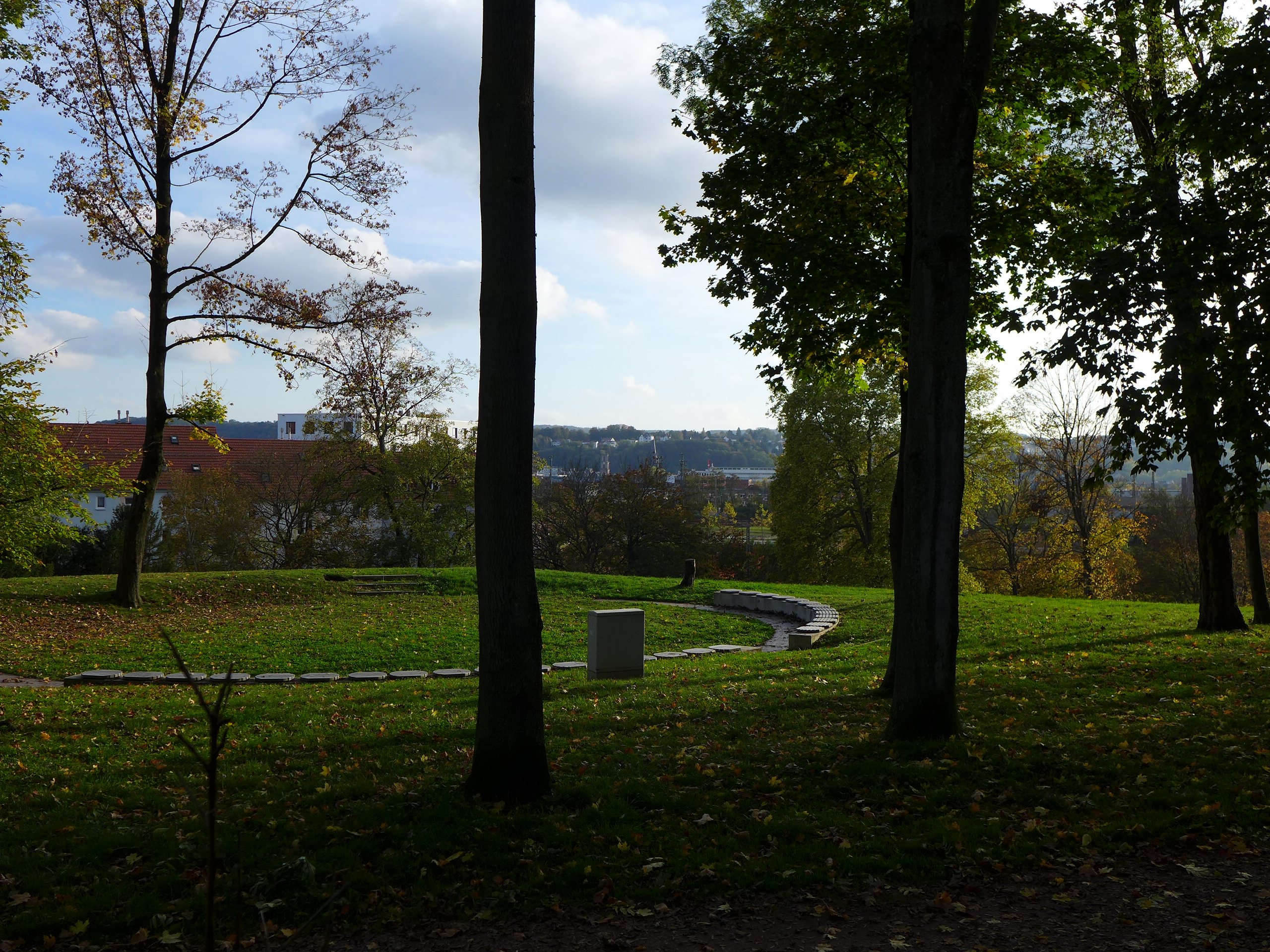
Malstatt, Ludwigspark, Standort des ehemaligen barocken Lustschlosses mit Blickachse zur Ludwigskirche in Alt-Saarbrücken; Das Oval markiert die Lage des ehemaligen barocken Brunnenbassins vor dem Schloss.

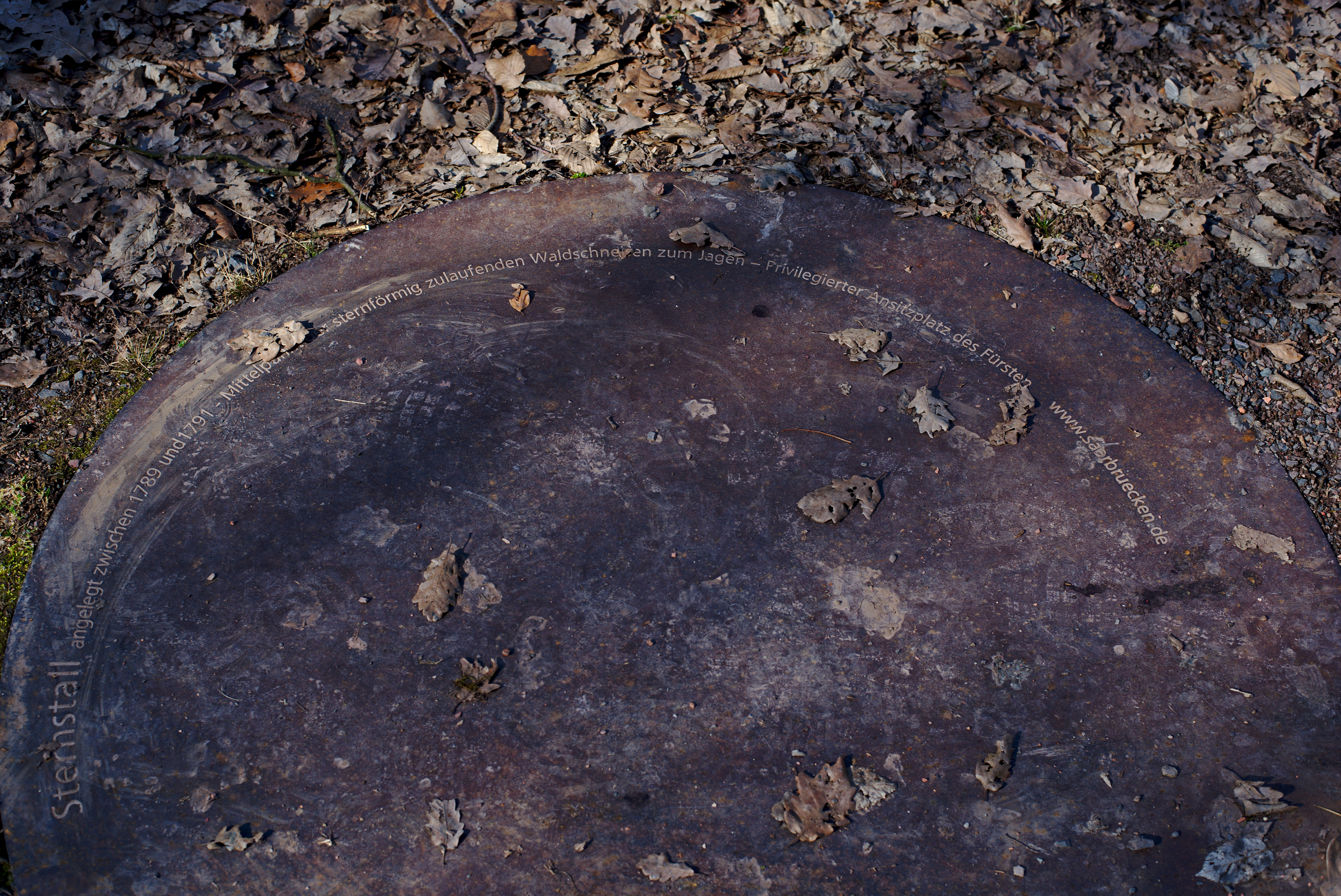
Der Sternenstall ist die Kreuzung mehrere Wege im Dianenhain. Er wurde von Fürst Ludwig als Jagdstern benutzt.

Auf dem Gelände zwischen den Malstatter Ortsteilen Rodenhof und Rußhütte war im Jahr 1763 eine Pulvermühle, dann eine Krapp- und Farbmühle, eine Schleifmühle, eine Lohmühle uns schließlich eine Mahlmühle eingerichtet worden.
Fürst Ludwig von Nassau-Saarbrücken ließ sich in den Jahren 1769 bis 1791 auf dem Gelände auf einem eigens hierfür aufgeschütteten Plateau ein kleines Lustschloss mit einem weitläufigen Englischen Landschaftsgarten errichten. In ihm sollte sich das Prinzip einer natürlichen Landschaft widerspiegeln, die durch unterschiedliche und abwechslungsreiche Eindrücke im Sinne des Ideals eines „begehbaren Landschaftsgemäldes“ dem Auge des Betrachters Vergnügen bereiten sollte.
Das Schloss Ludwigsberg war eingebunden in die Blickachsen der barocken Residenzstadt Saarbrücken. Planung und Gestaltung der Anlage sind der späten Schaffensperiode von Friedrich Joachim Stengel zuzuordnen. Erst dessen Sohn Balthasar Wilhelm Stengel vollendete das Gartenkunstwerk.
Der Hofgärtner des Fürsten, Johann Friedrich Christian Köllner d. Ä. (1733–1809), gestaltete zunächst eine durch verschlungene Wege, zahlreiche Figuren und kleine Architekturen gekennzeichnete Gartenanlage hinter dem kleinen Lustschlösschen.
Ab dem Jahr 1788 entstand unter dessen Sohn Heinrich Ludwig Köllner (1762–1824) die westliche Erweiterung der Gartenanlage um das Schönthal. In den Jahren 1781 bis 1791 nahm man die Anlage eines Dianenhains in Angriff, dessen sternförmiges Wegenetz einen Tempel der römischen Jagdgöttin Diana und ein Waldtheater miteinander verband.
An Staffagebauten des Gartens waren zu sehen: ein gotischer Bau, eine Moschee mit zwei kleinen Minaretten, künstliche Ruinen mit einem Burgturm, eine Einsiedelei, eine Affenkaserne, eine chinesische Pagode (genannt Adolphsfreude nach dem Sohn des Fürsten mit Katharina Kest), ein mittelalterlich anmutendes Mauertorhaus, ein Nachbau des Grabes von Jean-Jacques Rousseau in Ermenonville bei Paris, ein kleiner Weiler mit Kapelle, der auch als Kulisse bei Freilichttheateraufführungen diente, ein Bauernhof für die Fürstin sowie ein Holzstoß und ein Heuhaufen, die zur Überraschung der Besucher in ihrem Inneren reich ausgestaltete Räume enthielten. Darüber hinaus gab es scherzhaft gemeinte Grabmonumente für damals lebende Personen.
Im Zuge der Französischen Revolution wurde die gesamte Anlage am 7. Oktober 1793 zerstört und nicht wieder aufgebaut. Die Mauerreste wurden im Jahr 1804 auf Abbruch verkauft und von dem Material acht Häuser in der Nähe errichtet.

#### Ludwigspark

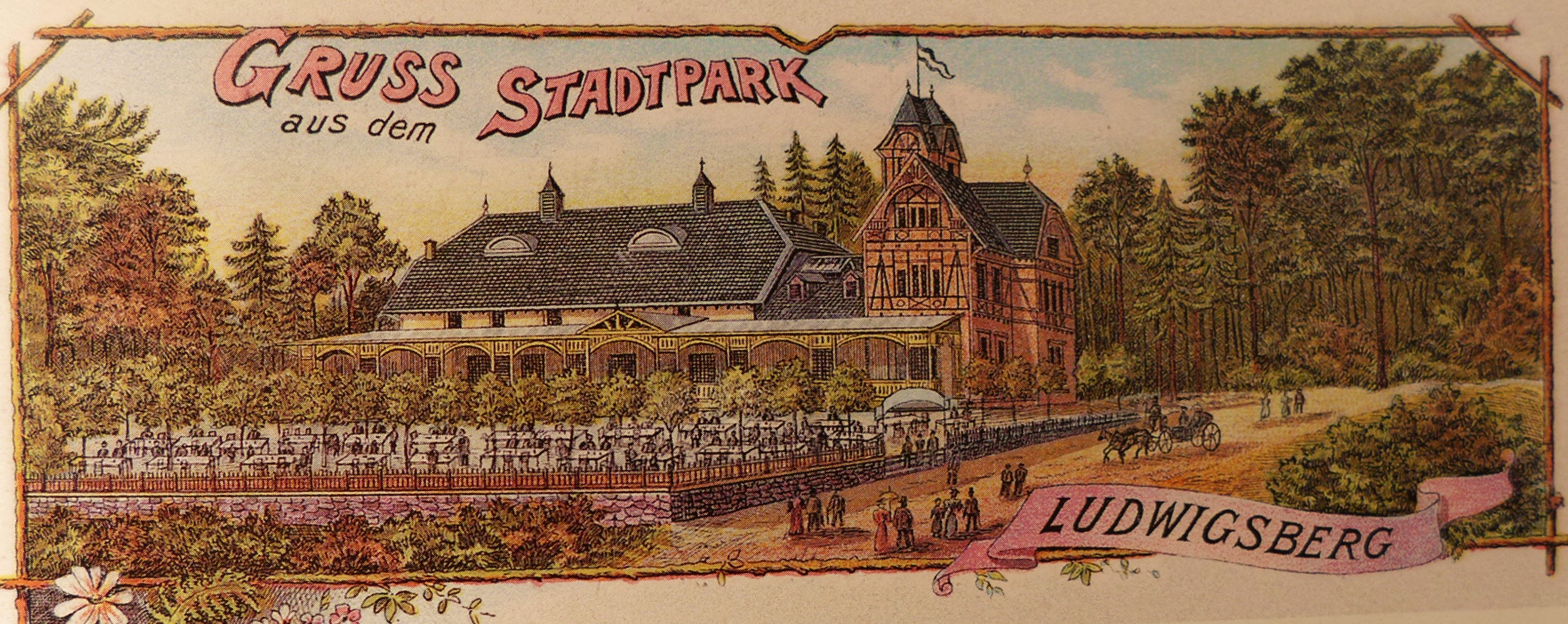
Malstatt, Park Ludwigsberg, Postkartenausschnitt um 1900 (Stadtarchiv Saarbrücken)

Der Ludwigsberg blieb im 19. Jahrhundert ein beliebter Naherholungsort. Die Stadtgemeinde Malstatt-Burbach pachtete das Gelände und ließ ab dem Jahr 1895 hier für 175.000 Mark einen öffentlichen Park mit Spazierwegen, Spielplätzen, einem Schützenhaus mit Schießständen und einem großen Gastwirtschaftsgebäude mit Biergarten anlegen. Die Anlage wurde im Jahr 1897 eröffnet. Im Jahr 1908 wurde der Park von der Stadt Malstatt-Burbach zum Preis von 283.000 Mark gekauft und zählte damals zu den Naherholungsattraktionen der Umgebung.
Heutzutage führt der markierte Spaziergang Ludwigspark über die historischen Plätze des Ludwigsparks und Ludwigsbergs. Über seine Länge finden stählerne Platten mit Informationen.

#### Maltitz-Pavillon auf dem Ludwigsberg
Der eingeschossige barocke Gartenpavillon mit übergiebeltem zweibahnigem Mittelrisalit und Walmdach wurde um 1780 für Hofrat Karl Heinrich Franz von Maltitz erbaut. Es ist das letzte erhaltene Beispiel für die barocken Gartenhäuser der zweiten Hälfte des 18. Jahrhunderts, die sich reiche Saarbrücker Bürger und Hofbeamte in ihren Gärten nach dem Vorbild von fürstlichen Parkbauten errichten ließen. Das ehemalige Gartenhaus wurde in den 1980er Jahren restauriert und dient seither als Wohnhaus (Saargemünder Straße).

#### Alter Friedhof
Der Alte Malstatter Friedhof am Jenneweg war in den Jahren 1880 bis 1912 der Friedhof von Malstatt. Er ist entwidmet und dient als Grünanlage. Seither dient der Burbacher Waldfriedhof als Bestattungsstätte Malstatts.

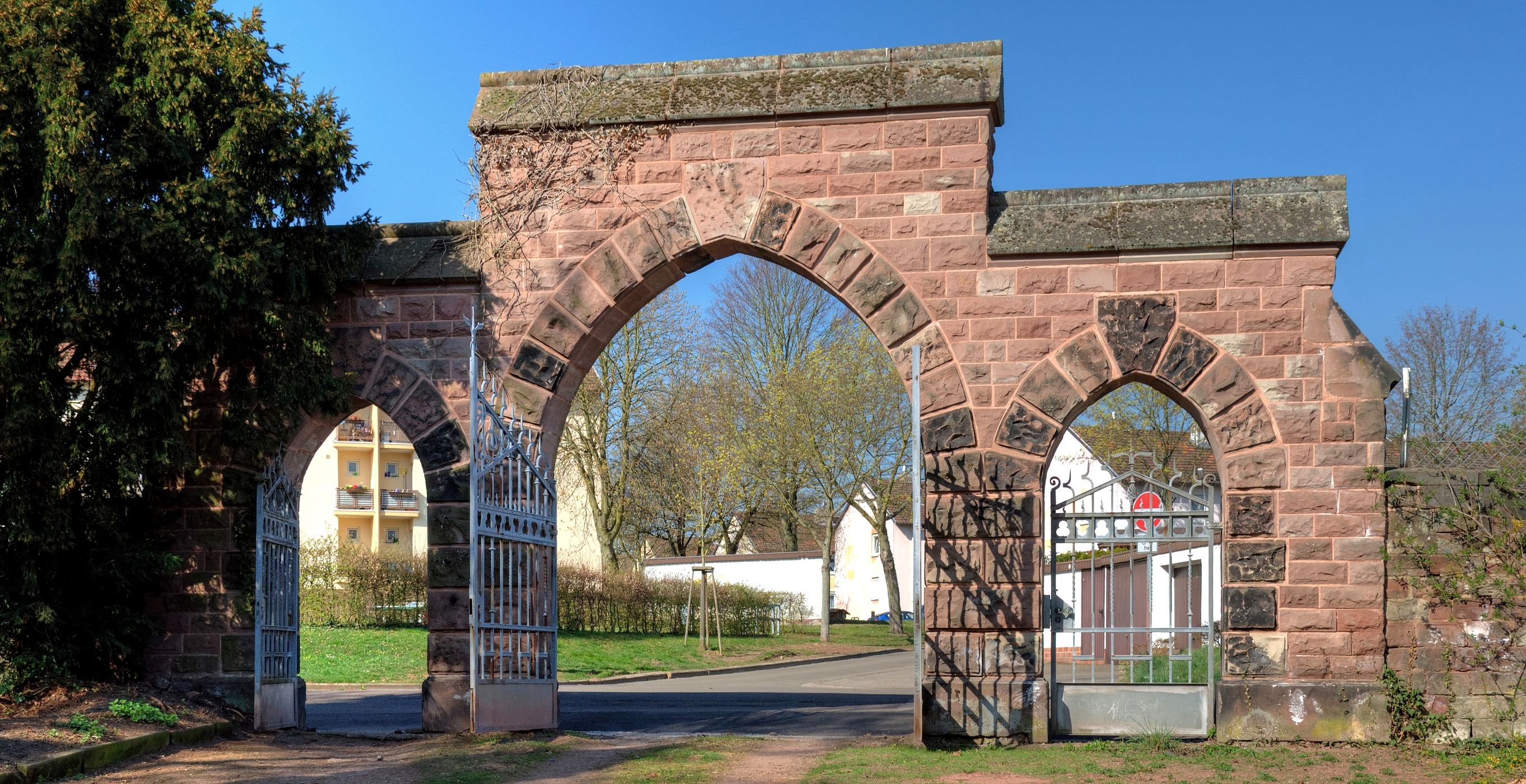
Eingangsportal des alten Friedhofes Malstatt

#### Bürgerpark

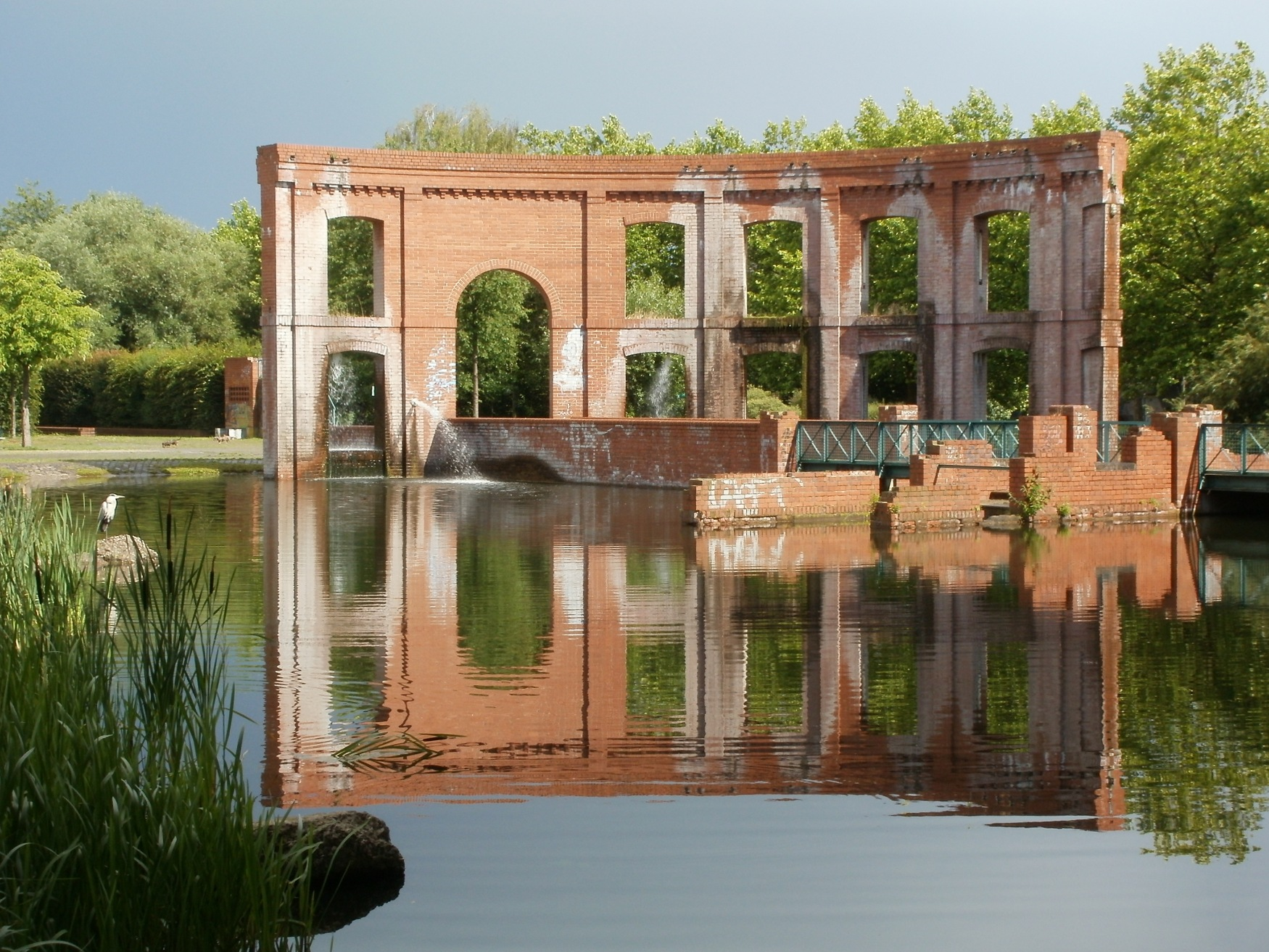
Bürgerpark in Malstatt, Wasserarkaden

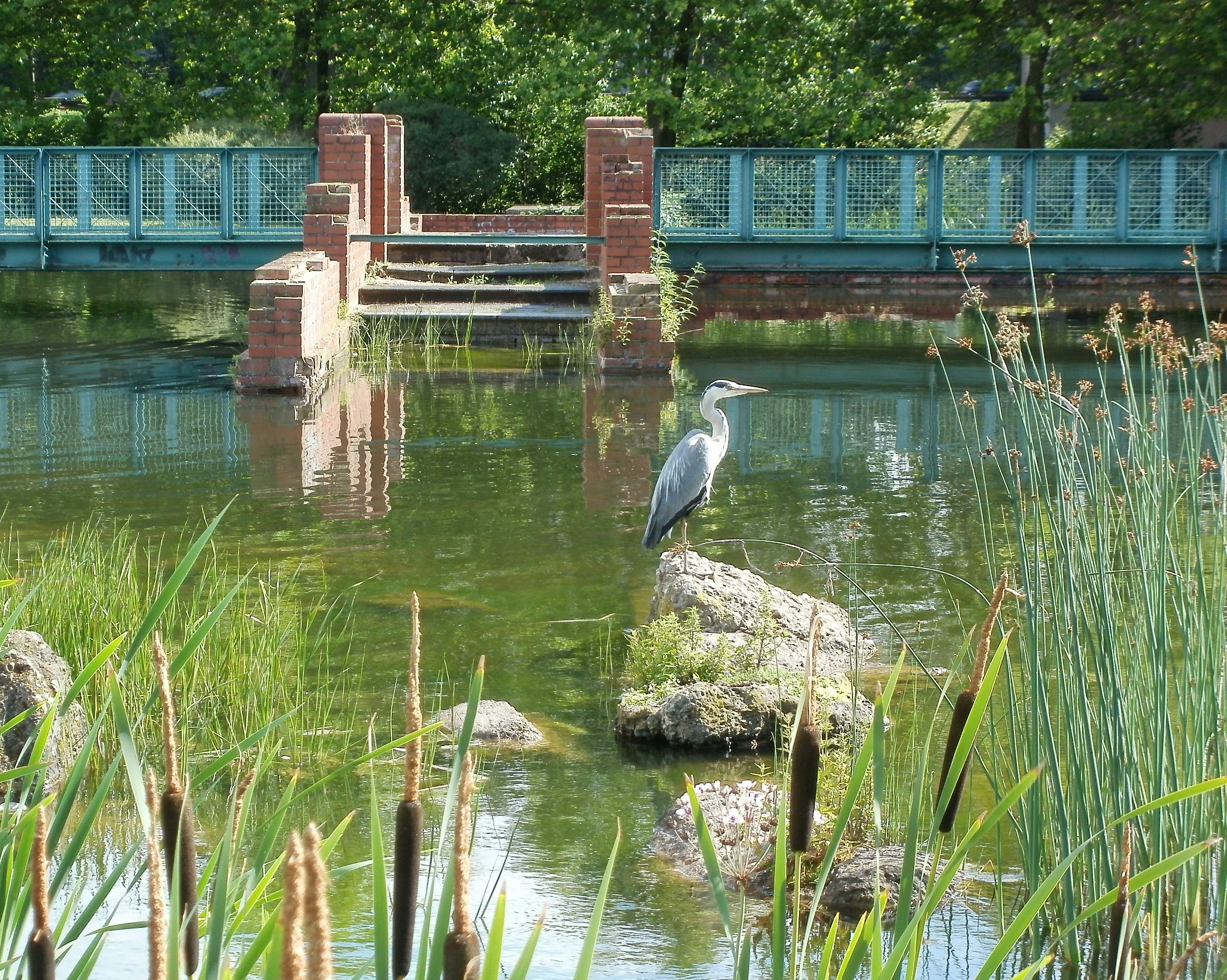
Bürgerpark in Malstatt, Brücke mit Wasserlandschaft

Zeitgleich mit der Planung der Stadt Saarbrücken für die zwischen Malstatt und St. Johann gelegene Westspangen-Brücke entwickelte
man Mitte der 1980er Jahre Ideen für die Verwirklichung einer Parklandschaft für das auf beiden Seiten der Brücke gelegene Brachgelände des alten Hafengeländes. Seit dem späten 17. Jahrhundert war von hier
die im Saarbrücker Umland geförderte Steinkohle gewogen (Kohlwaage), gelagert und verschifft worden. Nach dem Zweiten Weltkrieg war im Rahmen von Neuplanungen zum Aufbau der Großstadt Saarbrücken der nahe an der Innenstadt gelegene Hafen aufgegeben und zugeschüttet worden. Die ersten Überlegungen der Nachkriegszeit zur Neuordnung Saarbrückens hatte der französische Architekt Georges-Henri Pingusson erarbeitet. Pingusson hatte bereits für diesen Bereich eine Brücke, eine Grünanlage, eine Kongresshalle sowie Verwaltungsgebäude vorgesehen, die seinerzeit wegen finanzieller Probleme in der Wiederaufbauphase Saarbrückens jedoch nicht zur Ausführung kamen. Die Kongresshalle wurde erst im Jahr 1967 nach einem Entwurf von Dieter Oesterlen Wirklichkeit.
Unter der Leitung von Landschaftsarchitekt Peter Latz entstand in den 1980er Jahren unter Mitarbeit
von Studierenden, Auszubildenden und Saarbrücker Bürgerinnen und Bürgern auf einer Fläche von 9 ha das Konzept eines „Bürgerparks“. Hier sollten industrielle Vergangenheit und Gegenwart Malstatts gestalterisch aufeinandertreffen. Der Industrieort des Hafens, aus dem Brachland geworden war, sollte sich zum Ort der Erholung wandeln und die gesellschaftliche Bewusstmachung der Bedeutung der industrielle Vergangenheit des Saarlandes fördern helfen. Der im Jahr 1989 eröffnete Bürgerpark sollte auch den im Saarland vollzogenen wirtschaftlichen und gesellschaftlichen Strukturwandel sichtbar dokumentieren. Der Park wurde mit modernen Skulpturen geschmückt und mit Wasserflächen bereichert.

### Denkmäler und Kunst im öffentlichen Raum

#### Brunnenskulptur „Mutter Saar und ihre Kinder“

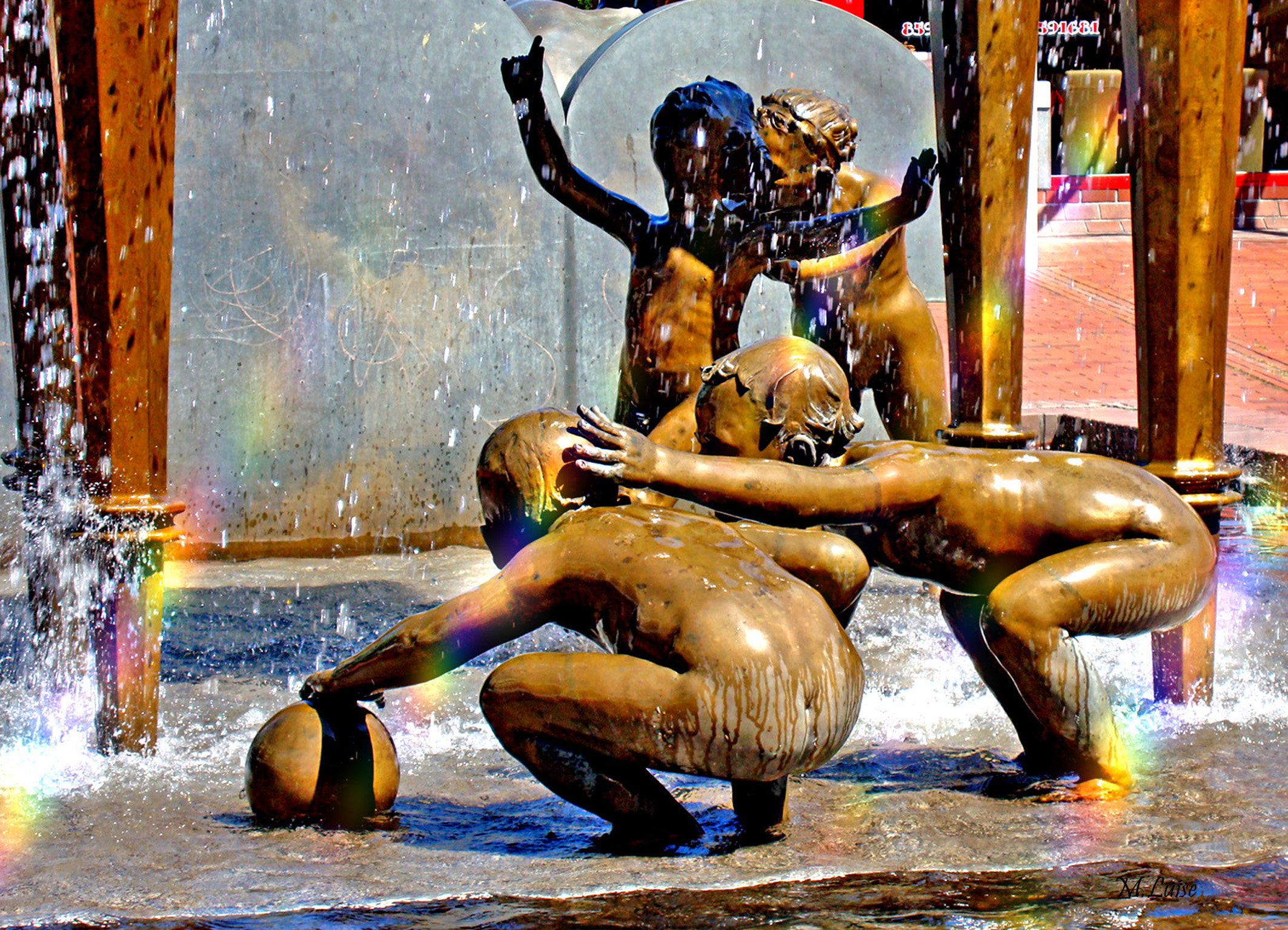
Detail der Brunnenskulpturen am Malstatter Markt „Mutter Saar und ihre Kinder“

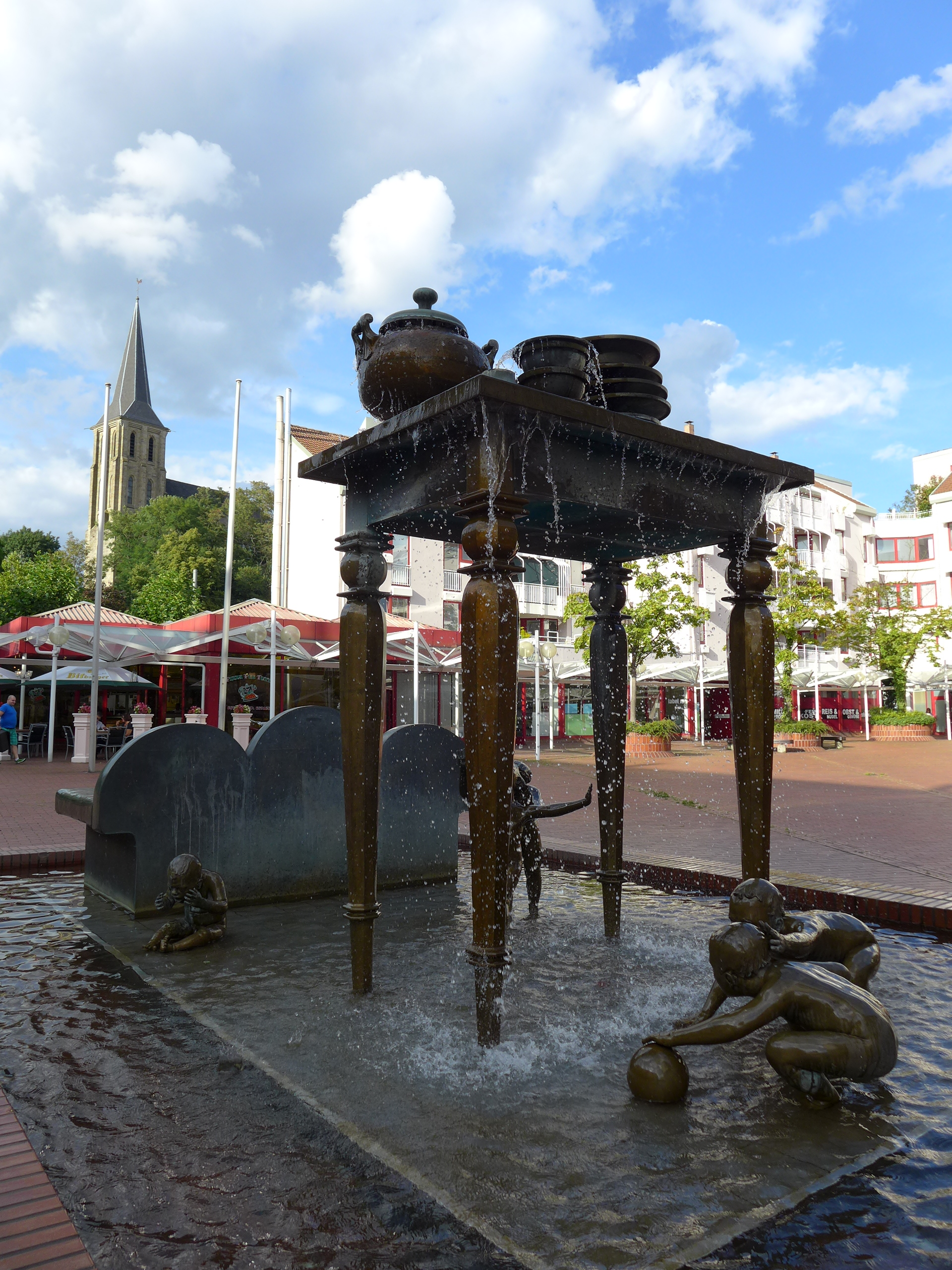
Rückseite der Brunnenanlage „Mutter Saar und ihre Kinder“ am Malstatter Markt mit Blick auf die Evangelische Kirche auf dem Kirchberg

In den Jahren 1990/91 schuf der aus Ensdorf stammende und in Ihn lebende Künstler Oswald Hiery am architektonisch neugestalteten Malstatter Markt den Skulpturenbrunnen „Mutter Saar und ihre Kinder“. Die bronzene Brunnenskulpturengruppe sollte volksnah erscheinen und an die historische Einwohnerschaft Malstatts aus Handwerkern und Industriearbeitern, also die „kleinen Leuten“, erinnern. Die gesamte Skulpturengruppe ist in einem Brunnenbecken platziert. Die lässig auf einem Sofa liegende nackte Frauenskulptur schüttet eine Weinflasche aus, „damit kein Saarbrücker meint, in ‚Molschdt‘ ginge es zu wie bei Fissels hinterm Sofa.“ Hinter ihr erhebt sich ein überdimensionierter Tisch mit Geschirr. Sprudelndes Brunnenwasser quillt aus Töpfen, Terrinen und Tellerstapeln hervor und fließt nach dem Motto „Immer auf die Kleinen“ auf die unter dem Tisch umhertollenden fünf nackten Kinder herunter. Die gesamte Installation sollte auch Assoziationen an die häufigen Hochwässer der Saar hervorrufen.
- Skulptur „Wanderung eines Caspar David“, Bildhauer: Michel Gérard,[46] 1991, 12-teilige Skulptur, Gusseisen, geschmiedet, Höhe 4 m, Durchmesser 12 m, Saarbrücken, Malstatt, Bürgerpark, Hafeninsel

Die Skulptur wurde auf der Freifläche in der Nähe der Saarbrücker Kongresshalle aufgestellt. Das Ziel des Künstlers war es nicht, die Industriewüstungen des alten Hafengeländes wegzudekorieren, sondern deren Charakteristika zu betonen: „Ich versuche, an noch aktiven oder erst vor kurzem stillgelegten Industriestandorten einen Sinn zu erfassen, der mir eine andere Erkenntnis dieser industriellen Geschichte vermitteln könnte. Ich bin der Zeuge des Untergangs, des Endes des Industriezeitalters, der ihre Geschichte als existenzielle Erfahrung darstellt“, schrieb Gérard über seine Arbeit, der er einen Tagebucheintrag des Malers Caspar David Friedrich voranstellte: „Fördere dunkel Erahntes aus den Tiefen der Nacht ans Licht des Tages.“ Gérard hat mit der 12-teiligen Skulptur, die an bergbauliche Arbeitsgeräte erinnern soll, ein begehbares Bild geschaffen, in dem er an die Geschichte des Ortes erinnert.

#### „Kunstgarten“ der Union Stiftung in Saarbrücken-Malstatt
Der Kunstgarten der Union Stiftung zeigt Skulpturen von Bildhauern wie Seiji Kimoto, Sigrún Ólafsdóttir, Georg Zimmermann, Bertrand Ney, Paul Schneider, Leo Kornbrust, Jo Enzweiler und Werner Bauer.

#### Traugott-Roemer-Mahnmal, Malstatt-Rastpfuhl

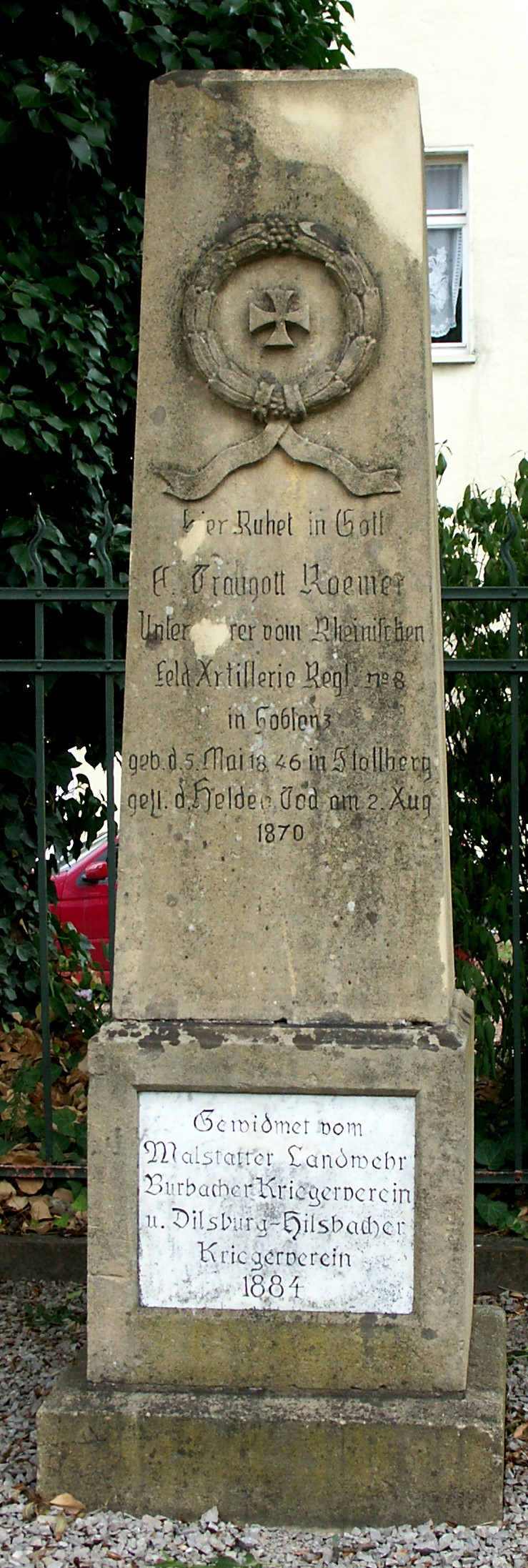
Traugott-Roemer-Mahnmal von 1884

Das Mahnmal befindet sich am Malstatter Rastpfuhl an der Lebacher Straße. Es erinnert an Traugott Roemer vom Rheinischen Feldartillerie-Regiment Nr. 8 aus Koblenz. Traugott Römer war am 5. Mai 1846 in Stolberg geboren worden und wurde während der Kämpfe des Deutsch-Französischen Krieges an der ungefähren Stelle seines Mahnmals am 2. August 1870 im Alter von 24 Jahren von einer Granate zerfetzt. Die Errichtung des Mahnmals mit Grablege wurde im Jahr 1884 durch Spenden ermöglicht.

### Kultur- und Sporteinrichtungen

#### Ludwigsparkstadion

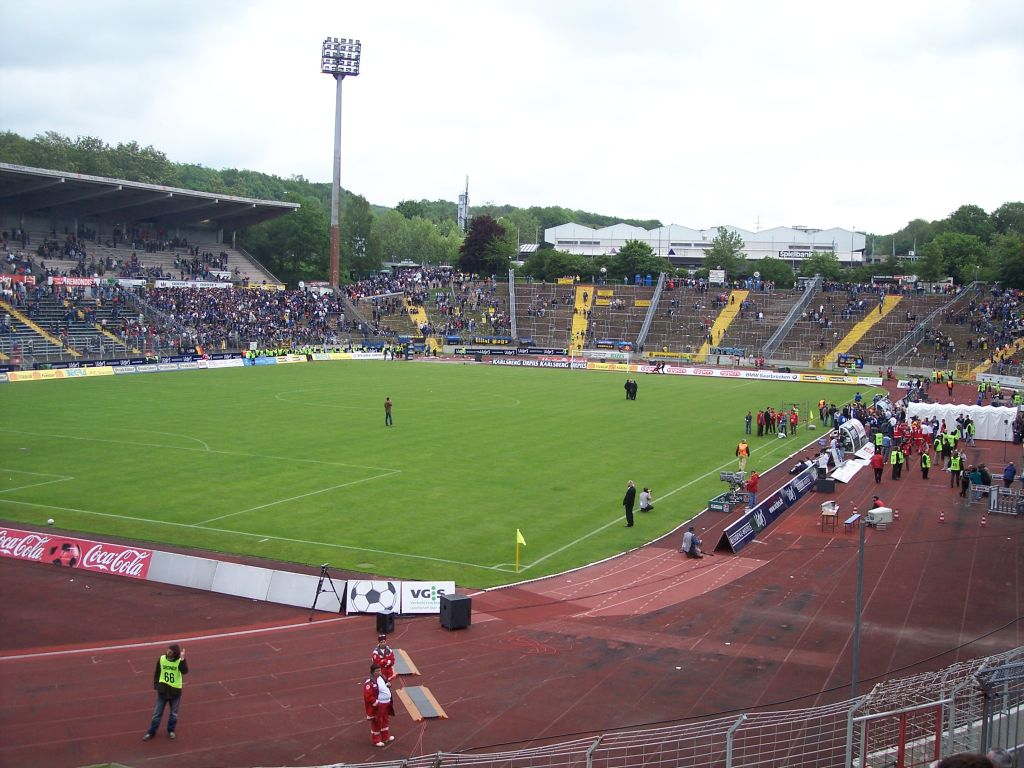
Malstatt, Ludwigsparkstadion

Das Sportstadion wurde am 2. August 1953 im Malstatter Ludwigspark eröffnet und ist mit einem Fassungsvermögen von ca. 35.000 Zuschauern (davon 8303 Sitzplätze) das aktuell größte Fußballstadion des Saarlandes. In der industriell geprägten Zeit waren auch die Sportvereine sehr erfolgreich: 1927 stiegen die Sportfreunde 05 Saarbrücken, die in den 1960er Jahren von Jupp Derwall trainiert wurden, in die Erste Klasse auf. Auch der 1. FC Saarbrücken, der 1903 als Fußballabteilung des TV 1876 Malstatt gegründet wurde, steht in der Tradition der Arbeiterfußballvereine.

#### Saarlandhalle
Die Saarlandhalle wurde im Jahr 1967 als Multifunktionshalle innerhalb des Malstatter Ludwigsparkes errichtet und bietet Platz für Veranstaltungen bis zu 5.500 Personen.

## Religion
Mittelalter
Seit dem Mittelalter gehört Malstatt zum Bistum Trier und war Eigenbesitz des Metzer Nonnenklosters St. Peter. Seit dem 16. Jahrhundert waren auch die Saarbrücker Grafen an der Pfarrerbesetzung beteiligt. Eine religiöse Bruderschaft in Malstatt förderte kirchliche Zwecke.
Reformation
Mit der großen Kirchenvisitation von 1575 wurde in Malstatt die lutherische Konfession zwangsweise eingeführt. Die Maßnahmen begannen am 1. Januar 1575 auf Anordnung des Grafen Philipp III. von Nassau-Saarbrücken im gesamten Herrschaftsbereich. Mit der Durchführung wurde der Saarbrücker Hofprediger Gebhard Beilstein aus Wetzlar beauftragt. Katholische Priester wurden aus dem Amt entfernt oder auf die neue Lehre verpflichtet, Kirchengüter eingezogen, Schulen eingerichtet und das Kirchenpatronat übernommen, das Feiern althergebrachter „heidnischer Bräuche“ wie das Johannesfeuer und das Tanzen an Sonntagen wurde bei Strafe verboten. Graf Philipp erließ hierfür eine umfangreiche Kirchenordnung. Der Einsatz für die Reformation verschärfte den Streit mit dem Herzogtum Lothringen, das weiterhin katholisch blieb.
Zerstörungen und Wiederaufbau

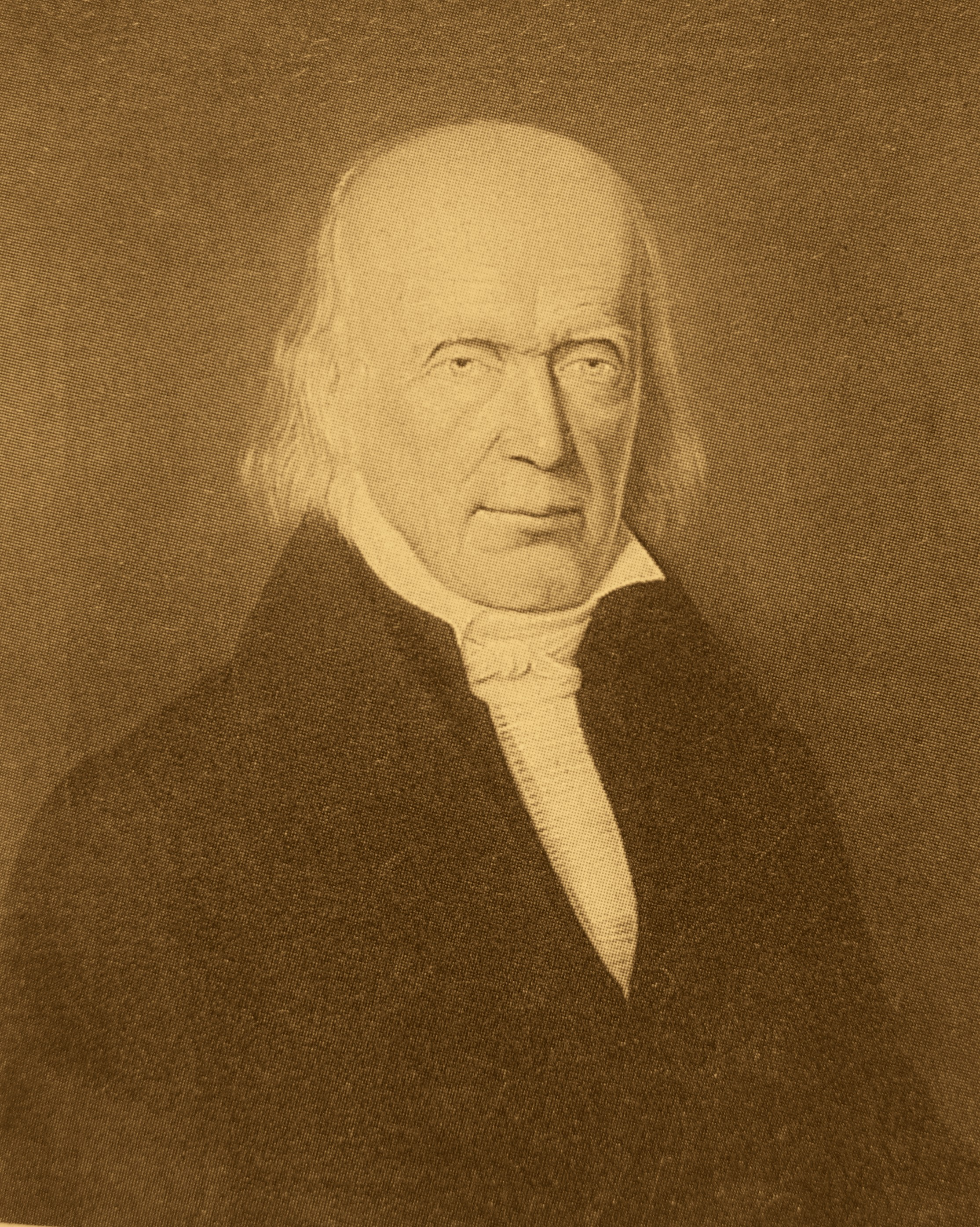
Johann Friedrich Köllner (1764–1853), evangelischer Pfarrer von Malstatt, 1816–1823 Bürgermeister von (Alt-)Saarbrücken (Stadtarchiv Saarbrücken)

Mit der Zerstörung Malstatts im Dreißigjährigen Krieg im Jahr 1635 durch kroatische Truppen Kaiser Ferdinands II. und im Jahr 1641, als lothringische Truppen die Malstatter Kirche in Brand steckten, hörte Malstatt als Pfarrei praktisch auf zu bestehen. Die überlebenden Einwohner wurden in den nächsten Jahrzehnten von Gersweiler, St. Johann und Dudweiler aus seelsorgerisch betreut. Erst im Jahr 1738 wurde Malstatt als Pfarrei wieder selbständig. Nach den Zerstörungen der Pfarrkirche in der Französischen Revolution konnte das Kirchengebäude erst im Jahr 1815 durch finanzielle Zuwendungen aus der französischen Kriegsentschädigung unter der Leitung von Pfarrer Johann Friedrich Köllner, der von 1816 bis 1823 auch Oberbürgermeister von Saarbrücken und St. Johann war, wiederhergestellt werden.
Kirchenneubauten in preußischer Zeit
Im Jahr 1846 wurde Gersweiler zur selbständigen Pfarrei erhoben. In Malstatt selbst errichtete man im Jahr 1868 eine neue Evangelische Kirche. Auf dem Burbacher Weyersberg errichtete man von 1891 bis 1898 eine neue evangelische Kirche (heute Matthäuskirche). Für die zahlenmäßig stark angewachsene Gruppe der katholischen Einwohner wurde in den Jahren 1869–1873 in Burbach die St. Eligius-Kirche errichtet. Infolge des Kulturkampfes blieb diese Pfarrei bis 1884 unbesetzt und wurde von St. Johann aus betreut. In Malstatt wurde in den Jahren 1888/1889 eine katholische Notkirche St. Josef bis zur Fertigstellung eines steinernen Neubaus errichtet. Der neogotische Großbau der St. Josefskirche wurde im Jahr 1910 eingeweiht. Nachdem die Zahl der Katholiken im Jahr 1905 die der Evangelischen um das Doppelte übertroffen hatte (Katholiken: 25.424; Evangelische: 12.969), begann man im Jahr 1912 mit dem Bau der Burbacher Herz-Jesu-Kirche, der im Jahr 1914 abgeschlossen werden konnte.
Kirchenneubauten im 20. Jahrhundert
- Katholische Kirche St. Marien, Malstatt-Rußhütte, (1926–1927)
- Katholische Kirche St. Antonius von Padua (ehemalige Franziskaner-Klosterkirche), Rastpfuhl, (1929)

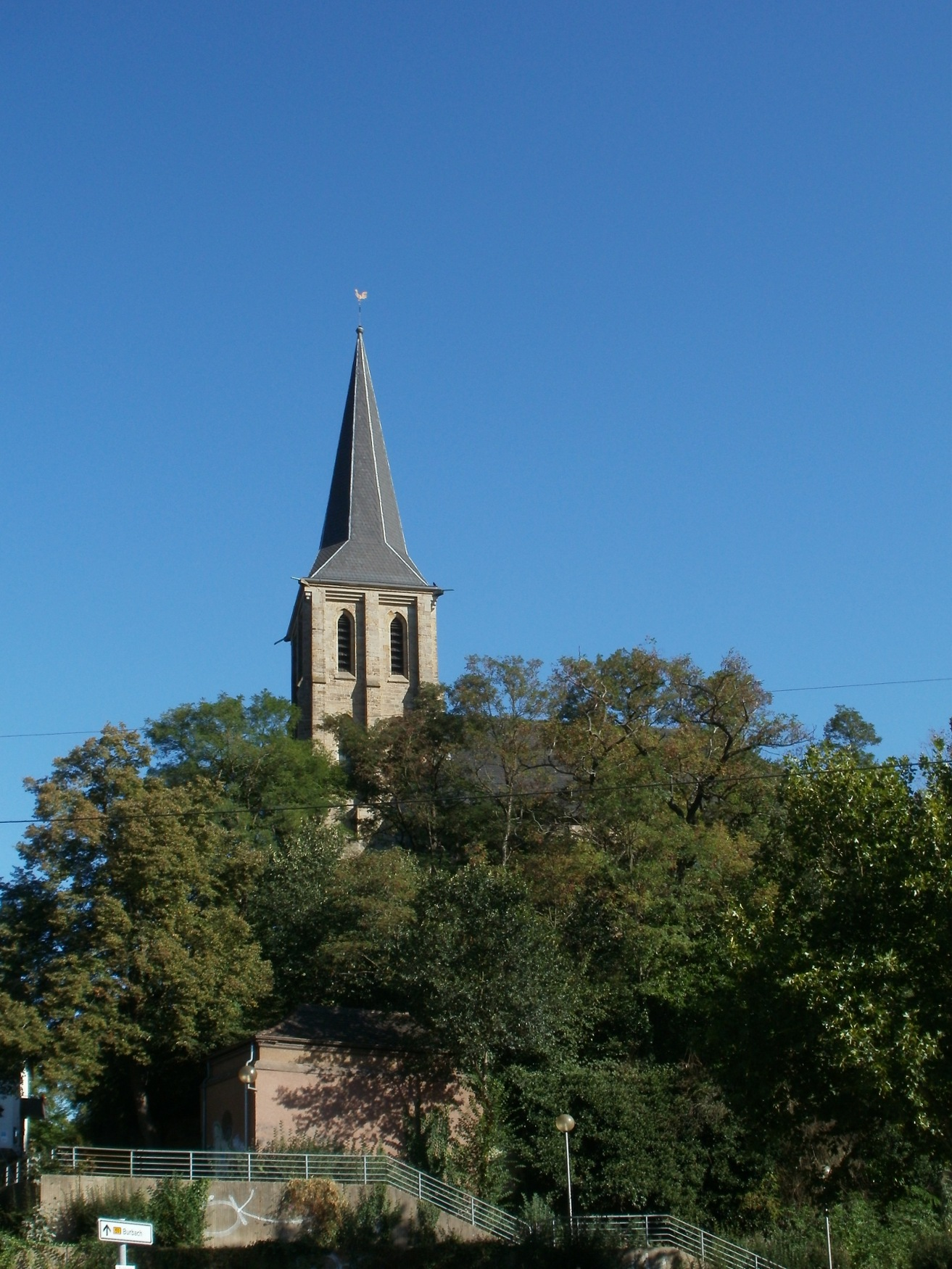
Evangelische Kirche Malstatt auf dem Malstatter Kirchberg, dem Ort der alten Thingstätte

- Evangelische Kirche Malstatt-Rußhütte, (1936–1937)

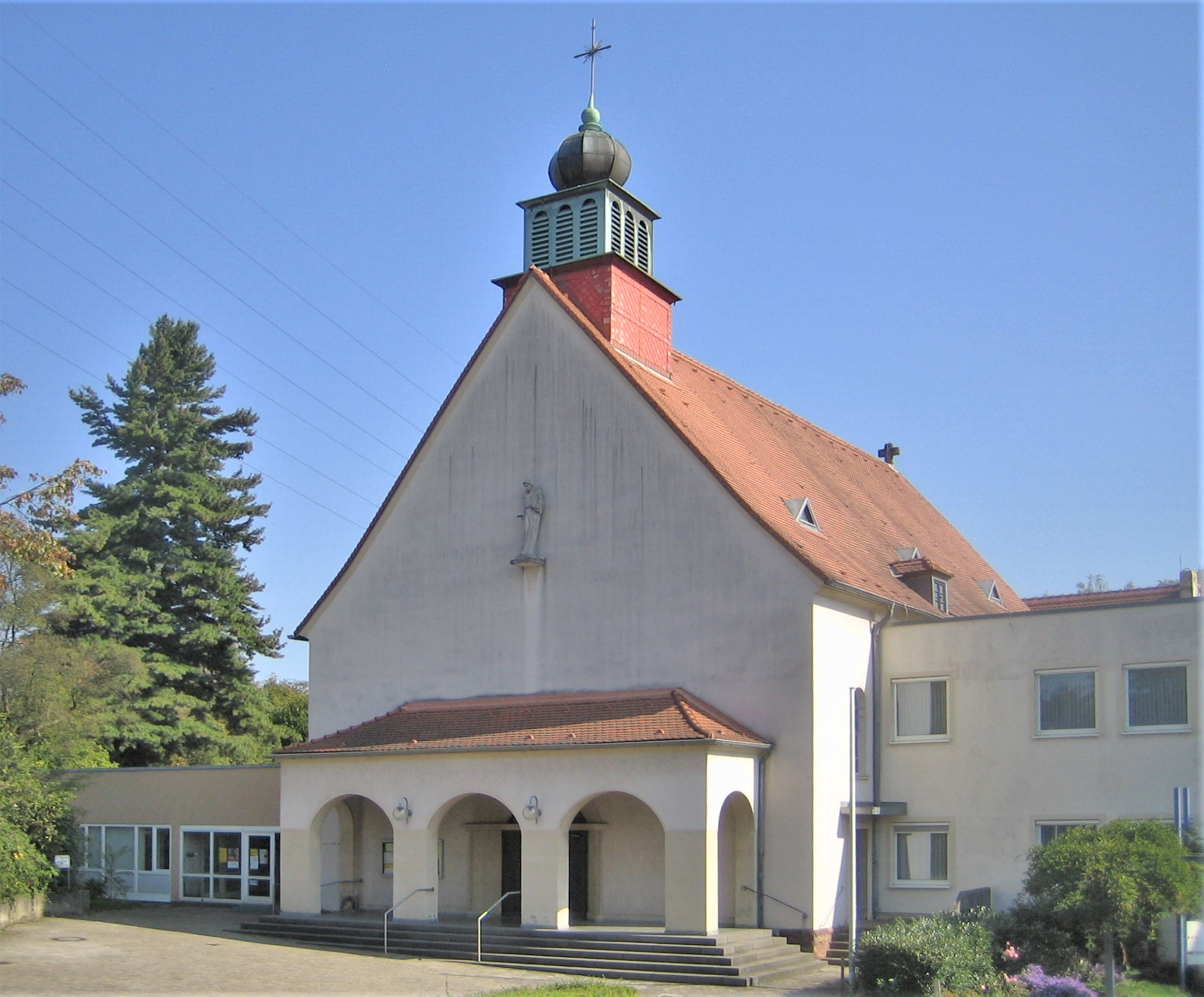
Ehemalige Klosterkirche St. Antonius, Malstatt-Rastpfuhl

- Katholische Kirche St. Albertus Magnus auf dem Rodenhof (1938/39; Kriegszerstörung 1944, kompletter Neubau 1952–1954)

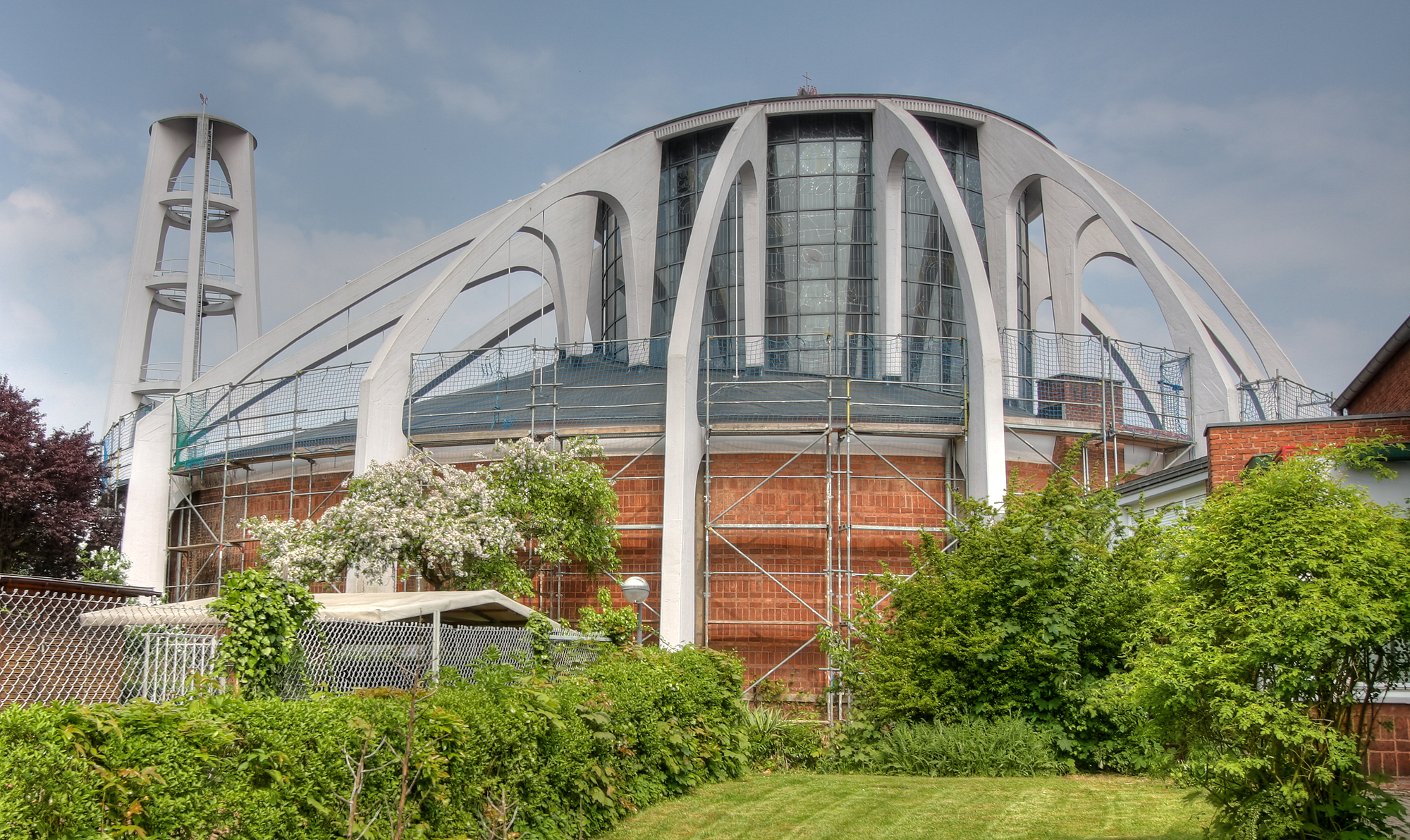
Malstatt-Rodenhof, Kirche St. Albert

- Katholische Kirche St. Paulus, Malstatt-Rastpfuhl, (1959–1961)

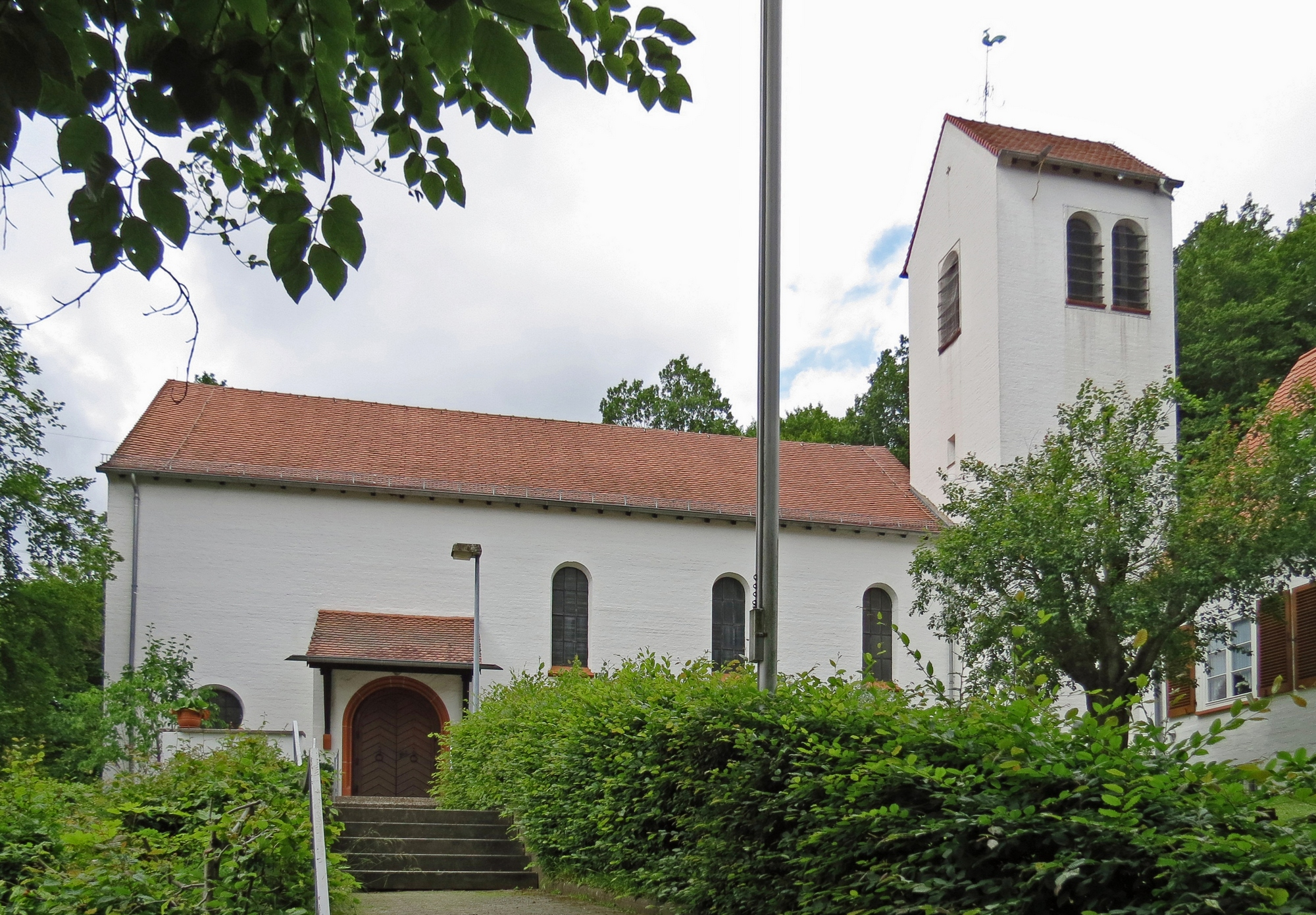
Ev. Kirche Malstatt-Rußhütte

- Evangelisches Gemeindezentrum Knappenroth, Malstatt-Rastpfuhl, (1995)
- Katholische Kirche St. Albertus Magnus auf dem Rodenhof, (1952–1954)

In Malstatt gibt es aktuell folgende Kirchen:
- Evangelische Kirche Malstatt

Im Jahr 1732 kam es zum Neubau eines rechteckigen Saalbaues auf den Ruinen der im Dreißigjährigen Krieg zerstörten alten Malstatter Dorfkirche. Der barocke Saalbau wurde im Jahr 1868 wegen Baufälligkeit abgerissen und in den Jahren 1868–1870 ein historistischer Neubau durch den Saarbrücker Bauinspektor Friedrich Seyffarth unter Nutzung einer Planskizze des Berliner Oberbaurates Friedrich August Stüler errichtet. Die örtliche Bauleitung oblag Hugo Dihm aus Saarbrücken. Nach Zerstörungen im Zweiten Weltkrieg erfolgte in den Jahren 1952–1954 ein stark verändernder Wiederaufbau. Dabei kam es zu einer Erweiterung der Kirche um ein Querhaus und ein weiteres Geschoss. Ebenso wurden die ehemals neogotischen Fensteröffnungen alle verändert. Architekt des Wiederaufbaus war Rudolf Krüger aus Saarbrücken. In den Jahren 1996–1998 mussten Mauerwerk und Turm der Kirche restauriert werden.
Die Kirchenfenster stammen von György Lehoczky (3 Fenster im Altarraum 1953, 2 kleine Fenster im Eingangsbereich unter der Orgelempore 1954). Das Altarkreuz wurde von Bildhauer Häuser angefertigt. Die Textil-Künstlerin Kathrin Niemeyer schuf die Paramente auf dem Altar und der Kanzel. Aus der neogotischen Epoche hat sich noch das Kreuzrippen-Gewölbe im Eingangsbereich, das im Krieg nicht zerstört wurde, erhalten. Die Kirche ist der Evangelischen Kirche im Rheinland zugeordnet.
- Evangelische Kirche Malstatt-Rußhütte

Die Pfarrkirche im Malstatter Ortsteil Rußhütte wurde in den Jahren 1936–1937 nach Plänen des Saarbrücker Architekten Rudolf Krüger errichtet. Nach Kriegszerstörungen wurde im Jahr 1947 eine von Schweizer Kirchen gestiftete Notkirche in der Rheinstraße eingeweiht. Der Wiederaufbau der Rußhütter Kirche begann im Jahr 1949 durch den Saarbrücker Architekten Rudolf Krüger. Die Glasmalereien wurden durch die Künstler György Lehoczky (Saarbrücken) und Oberberger ausgeführt. Das Gemälde an der Nordwand entstand als Kopie der Auferstehunggruppe des Isenheimer Altares.
- Evangelisches Gemeindezentrum Knappenroth, Malstatt-Rastpfuhl

Bereits in den 1950er Jahren gab es Pläne der evangelischen Kirche, auf dem Gelände einer ehemaligen Ziegelei im Knappenroth ein evangelisches Gemeindezentrum zu errichten, das eine Kirche mit Pfarrhaus, einen Kindergarten sowie eine Schwesternstation mit Küsterwohnung umfassen sollte. Davon wurden bis zum Jahr 1960 der Kindergarten (mit provisorischem Gottesdienst- und Unterrichtsraum im Keller) und das Pfarrhaus in der Hochwaldstraße erbaut. Im Jahr 1995 erweiterte man den Kindergarten um das jetzige evangelische Gemeindezentrum. Der Gottesdienstraum befindet sich in einer Rotunde und bietet ca. 60 Gottesdienstbesuchern Platz.
- Katholische Kirche St. Marien, Malstatt-Rußhütte

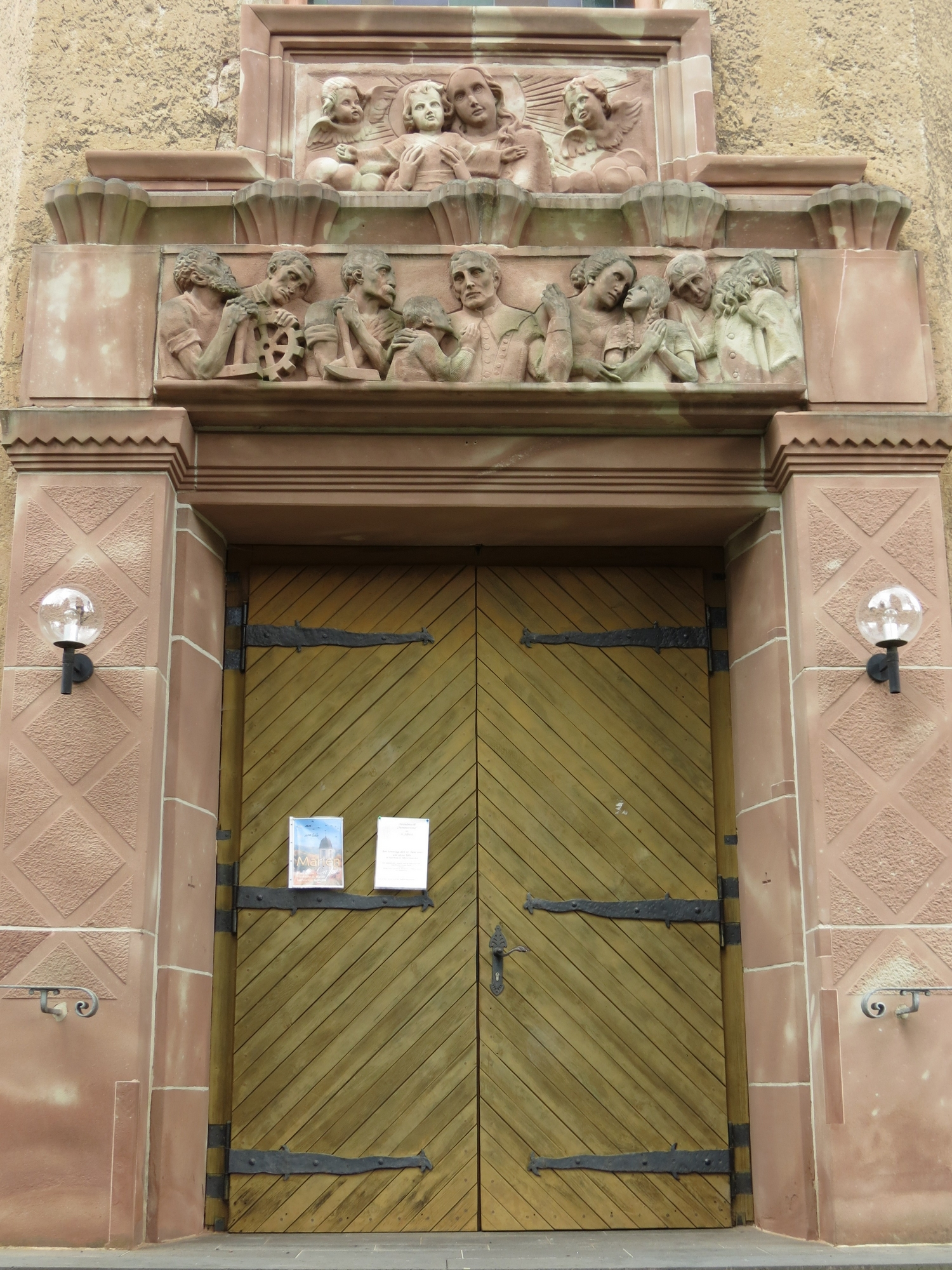
Portal der kath. Kirche St. Marien, Malstatt-Rußhütte

Bis zur Errichtung der Pfarrei St. Josef in Malstatt im Jahre 1887 wurde die Rußhütte, die im Jahr 1721 durch den Glasbläsermeister August Guthmann, der hier mit Erlaubnis des Grafen Karl Karl Ludwig von Nassau-Saarbrücken eine Glashütte errichtet und acht Familien ansiedelt hatte, wie die übrigen Teile der heutigen Großstadt Saarbrücken von der Pfarrei St. Johann aus pastoral betreut. Problematisch für die Ausübung der Seelsorge war die recht weite fußläufige Entfernung (3/4-stündiger Fußweg) zwischen der Rußhütte und St. Johann. Zu Beginn des 19. Jahrhunderts zählte Rußhütte mit Malstatt zusammen 75 Haushaltungen mit 450 Einwohnern. Bis zum Jahre 1880 hatte sich die Einwohnerzahl der Rußhütte auf 778 Einwohnern erhöht. Ab dem Jahr 1887 wurde Malstatt mit Rußhütte von St. Johann abgetrennt und zur selbständigen Pfarrei St. Josef erhoben. Ab diesem Zeitpunkt wurden die Katholiken der Rußhütte durch Kapläne von St. Josef aus seelsorglich betreut. Im Jahr 1893 wurde in Rußhütte ein Kirchbauverein unter der Initiative des Pfarrers von St. Josef, Matthias Metzdorf, gegründet.
Der plötzliche Tod von Pfarrer Metzdorf und der Ausbruch des Ersten Weltkrieges setzten den Planungen ein vorzeitiges Ende. Erst nach dem Ersten Weltkrieg konnte im Jahr 1919 eine Notkirche in Dienst genommen werden. Schließlich erfolgte im Jahr 1922 die Errichtung der selbstständigen Pfarrei St. Marien in Rußhütte seitens des bischöflichen Generalvikariates in Trier. Die katholische Kirche St. Marien (Patrozinium Mariä Himmelfahrt) wurde in den Jahren 1926–1927 durch die Mainzer Architektengemeinschaft Ludwig Becker und Anton Falkowski in einem abstrahierenden Neo-Barockstil erbaut. Konsekriert wurde sie am 10. Oktober 1929 durch den Trierer Weihbischof Antonius Mönch. Im Jahr 1938 wurde ein Teil der Pfarrei St. Marien wieder zur Mutterpfarrei St. Josef umgepfarrt. Bei einem Luftangriff im Jahr 1945 wurde die Rußhütter Kirche zerstört und in den Jahren 1947–1949 wieder aufgebaut. Heute besteht die Pfarrei St. Marien in einer Seelsorgeeinheit mit St. Albert.
- Katholische Kirche St. Josef

- Katholische Kirche St. Paulus

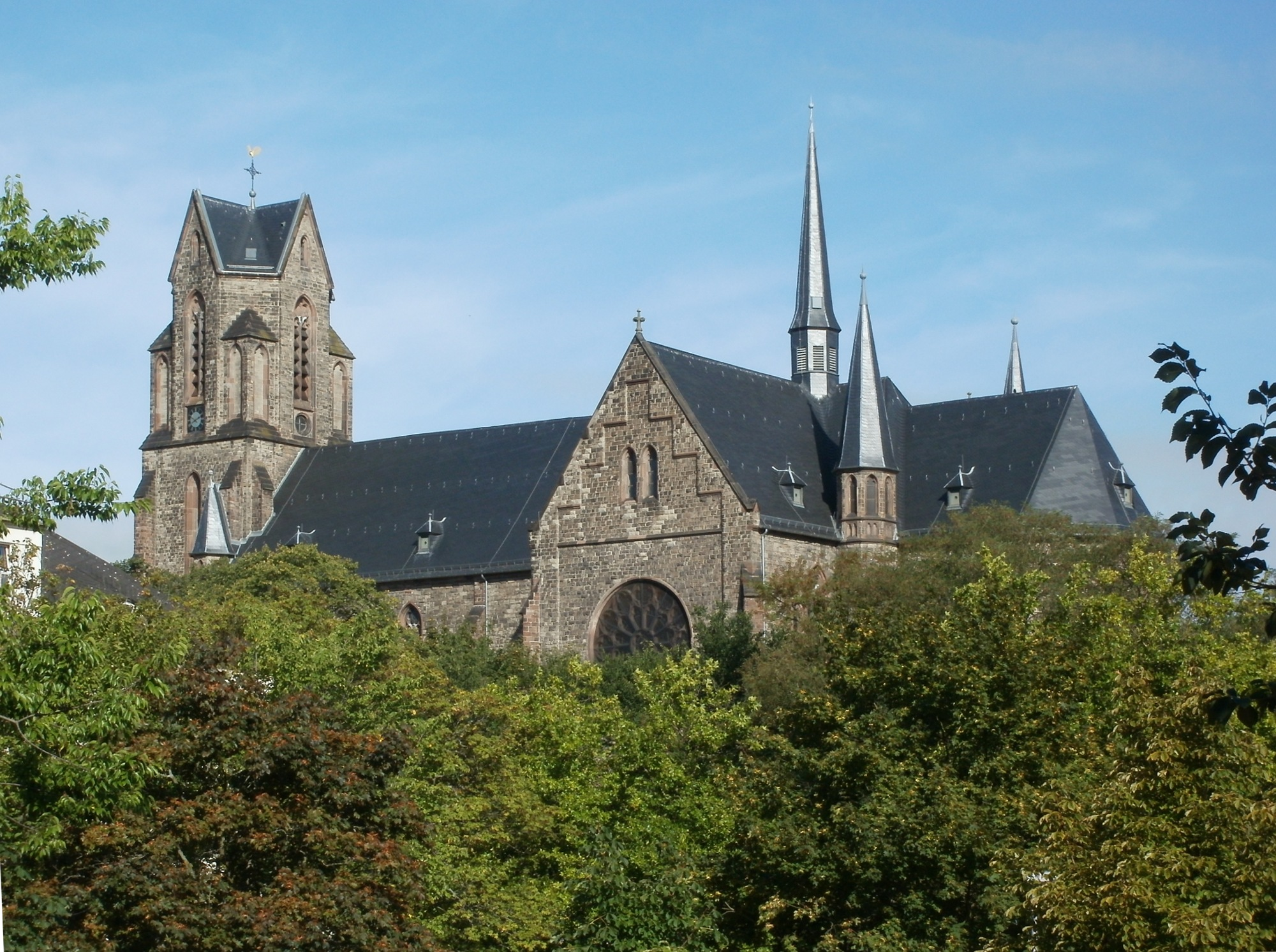
St. Josefskirche in Malstatt mit kriegszerstörtem Hauptturm

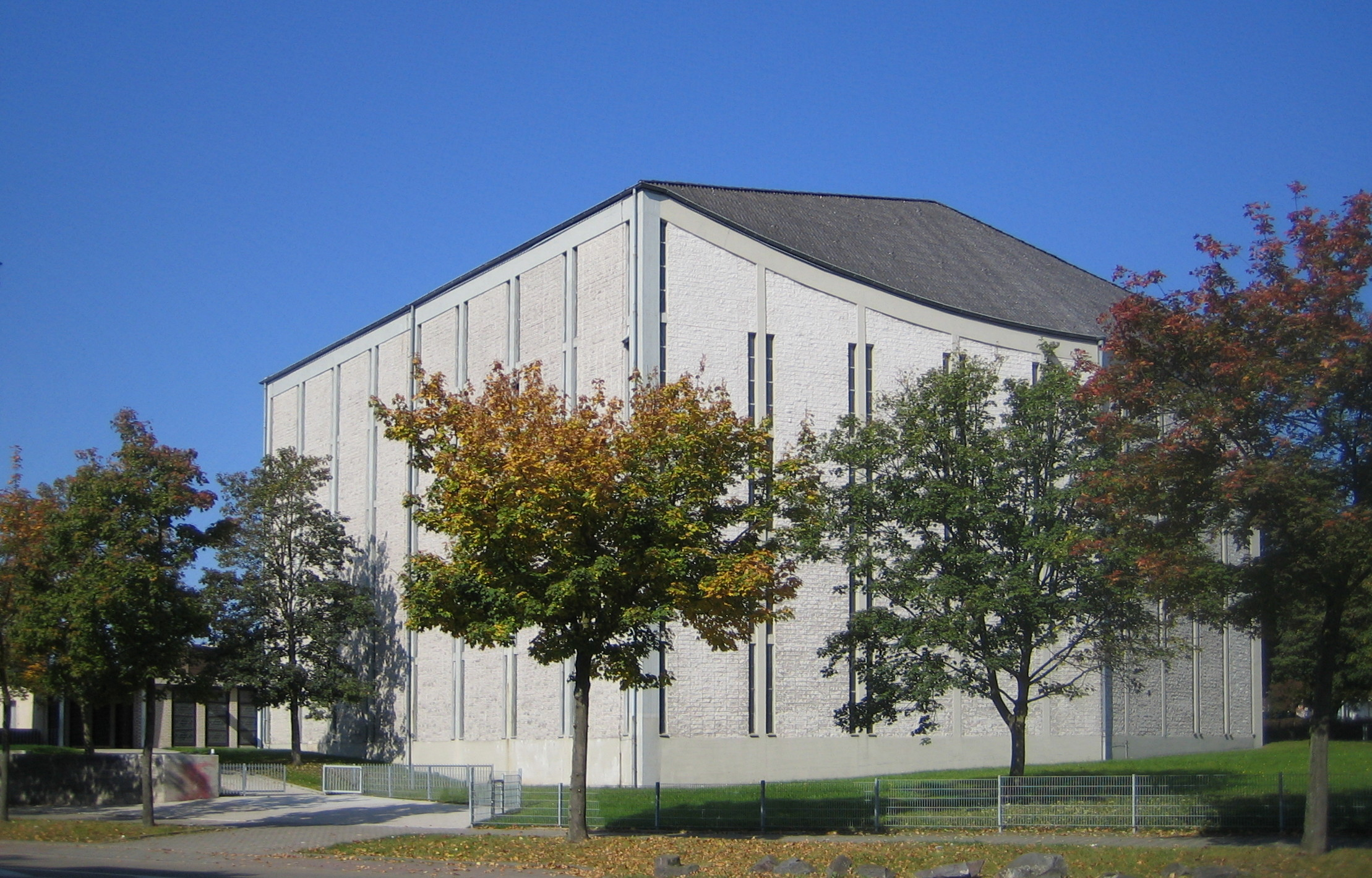
Malstatt-Rastpfuhl, Kath. Kirche St. Paulus

Da durch den Zweiten Weltkrieg die Josefsbrücke, die das obere mit dem unteren Malstatt verband, zerstört war, errichtete man für die Pfarrangehörigen von St. Josef im oberen Malstatt eine Holzbarackenkirche auf dem Pariser Platz gegenüber der heutigen St. Paulus-Kirche. Im Jahr 1959 wurde auf Initiative von Pfarrer Johannes Pütz (Pfarrei St. Josef) die neue Pfarrei St. Paulus aus Gemeindeteilen von St. Josef, St. Antonius und Herz Jesu gebildet. Die Kirche sollte auch als Seelsorgestelle für die italienischen Gastarbeiter und deren Familien dienen.
Der moderne Kirchbau entstand in den Jahren von 1959 bis 1961 nach den Plänen des Trierer Architekten Fritz Thoma. Die sich bewusst an den Formschemata der Industriearchitektur orientierende große Hallenkirche sollte an die Arbeitswelt der Menschen des Wohngebietes erinnern. Der ungewöhnlich weiträumige Kirchenbau war einer der ersten mit durchhängendem Spannbetondach in Europa. Da sich im Laufe der Zeit am Baukörper große Schwierigkeiten ergaben, veränderte man in den Jahren 1978 bis 1982 unter Pastor Beils nach Plänen des Architekten Van Stipelen das Aussehen der Kirche im Innern vollkommen. Der ursprünglich helle Innenraum wurde verklinkert, um einen einladenderen Eindruck zu erzielen. Das durchhängende Flachdach wurde durch ein Zeltdach ersetzt. Wegen weiterer baulicher Mängel musste im Jahr 2006 der Glockenturm abgerissen werden. Die Glocken von St. Paulus wurden verkauft und läuten heute in Remagen. Anstelle des Glockenturms machen heute vier Kirchenfahnen auf das Gotteshaus aufmerksam.
- Katholische Kirche St. Antonius von Padua (ehemalige Franziskaner-Klosterkirche)

Im Jahre 1920 kaufte der Franziskanerorden am damaligen Ortsende des oberen Malstatt das Haus Rastpfuhl 12. In den Folgejahren wurden die heutige Kirche St. Antonius von Padua und die Klostergebäude errichtet. Die Einweihung fand im Jahr 1929 statt.
Der Trierer Bischof Franz Rudolf Bornewasser errichtete den Seelsorgebezirk St. Antonius ohne eigene Vermögensverwaltung in Abhängigkeit von der Mutterpfarrei St. Josef in Malstatt. Einem Mitglied des Klosters vertraute er die Seelsorge der jungen Gemeinde auf dem Rastpfuhl an. Nach Kriegsschäden und veränderndem Wiederaufbau wurde im Jahr 1953 ein Pfarrheim mit Kindergarten in der Lebacher Straße gebaut. Im Jahr 1954 wurde St. Antonius offiziell von einer Vikarie zur Pfarrei erhoben. Im Jahr 1965 verkaufte der Orden die Klosterkirche an das Bistum Trier, das Kloster an die Kirchengemeinde und ließ im nahegelegenen Rhönweg eine franziskanische Bildungsstätte errichten. Die Pfarrgemeinde eröffnete einen Kindergarten und ein Pfarrbüro. Das Pfarrheim mit Kindergarten in der Lebacher Straße wurde im Jahr 1981 an die Caritas vermietet und im Jahr 1997 verkauft. Daraufhin wurden am früheren Klostergebäude umfangreiche Umbaumaßnahmen eingeleitet, und die Katholische Fachhochschule für Soziale Arbeit begann hier ihre Tätigkeit. Die Fachhochschule wurde im Jahr 2008 geschlossen. Der Studiengang wurde an die Hochschule für Technik und Wirtschaft (HTW) Saarbrücken verlagert.
Im Jahr 1999 gab der Franziskanerorden seine Bildungsstätte im Rhönweg auf und beendete seine seelsorgerische Tätigkeit in Saarbrücken. Im Jahr 2002 errichtet die Pfarrei mit dem Umbau von Pfarrbüro und Pfarrräumen eine neue Begegnungsstätte für die Gemeinde auf dem Malstätter Rastpfuhl.
- Katholische Kirche St. Albertus Magnus, Rodenhof

## Persönlichkeiten
- Johann Friedrich Köllner (1764–1853), evangelischer Pfarrer (sprichwörtlich „de Paff vun Molschd“), Pädagoge, Lokalhistoriker, Kommunalpolitiker in Malstatt und von 1816 bis 1823 Bürgermeister von (Alt-)Saarbrücken
- Wilhelm Meyer (1835–1900), Bürgermeister von Malstatt-Burbach (1866–1900)
- Georg Heckel (1839–1899), Kaufmann und Wohltäter
- Carl von Fidler (1856–1927), preußischer Verwaltungsjurist, Polizeidirektor von Malstatt-Burbach
- Paul Schmook (1860–1921), Jurist, Bürgermeister von Malstatt-Burbach (1900–1909), Mitinitiator der Städtevereinigung von Malstatt-Burbach, St. Johann und Saarbrücken
- Hubert Nold (1861–1935), evangelischer Pfarrer und Superintendent in Malstatt-Burbach, Erbauer der Matthäuskirche auf dem Weyersberg
- Johann Adam Rüppel (1864–1930), Baumeister der Malstatter Kirche St. Josef.
- Franz-Josef Bungarten (1876–1965), katholischer Pfarrer in Malstatt (St. Josef), NS-Gegner und saarländischer Politiker
- Jakob Johannes (1877–1919), Opfer des Völkerbunds
- Philipp Bleek (1878–1948), evangelischer Geistlicher und Widerstandskämpfer gegen den Nationalsozialismus, Pfarrer in Malstatt
- Franz Hofer (1882–1945), Filmregisseur
- Anton Wendling (1891–1965), Maler und Schöpfer der Kirchenfenster in der Malstatter Kirche St. Josef
- Heinrich Barth (1895–1949), Kranführer, Verfolgter des NS-Systems, Politiker (SPS), Abgeordneter des saarländischen Landtages und ehrenamtlicher Bürgermeister von Saarbrücken
- Fritz Zolnhofer (1896–1965), Maler, wohnhaft auf dem Malstatter Rastpfuhl
- Gustav Simon (1900–1945), NSDAP-Gauleiter des Gaus Moselland, gleichzeitig von 1940 bis 1944 Chef der Zivilverwaltung (CdZ) in Luxemburg
- Mathias Erang (1902–1978), Kunstturner
- Hans Schmidt (1903–1948), Politiker
- Edgar Jené (1904–1984), deutsch-französischer Maler, Grafiker und Surrealist
- Peter Schlicker (1909–1945), kath. Kaplan, Verfolgter des NS-Regimes
- Käthe Limbach, geb. Westenburger (1915–2003), Widerstandskämpferin gegen den Nationalsozialismus und Mitglied der KPD
- Ferdi Hartung (1931–2014), Sportfotograf
- Klaus Bernarding (1935–2002): erster Saarbrücker Stadtteilautor (1981/82)[63]